# Сонце
Со́нце — зоря, що є центром Сонячної системи. Це майже ідеальна куля з гарячої плазми, розігрітої до світіння термоядерними реакціями, що йдуть у її надрах. Навколо Сонця обертаються Земля та інші планети, як і комети, астероїди, метеороїди, космічний пил та інші дрібні об'єкти. Сонце випромінює у спектрі видимого світла, в ультрафіолетовому та інфрачервоному діапазонах, є найважливішим джерелом енергії для життя на Землі, випромінюючи необхідні для фотосинтезу фотони, а також визначає клімат планети. Сонячна світність у середньому становить 3,827⋅1026 Вт.
Радіус Сонця становить близько 695 тис. км, що в 109 разів більше від радіуса Землі. Маса Сонця в 330 тис. разів перевищує земну — це 1,989 × 1030 кг, або 99,86 % від загальної маси Сонячної системи. Приблизно три чверті маси Сонця становить водень (~73 %); решта — гелій (~25 %) і набагато менше важчих елементів, зокрема кисень, вуглець, неон, залізо. Сонце — зоря головної послідовності класу G, тому його називають жовтим карликом, хоча його світло насправді біле. Воно утворилося приблизно 4,6 млрд років тому в результаті гравітаційного колапсу речовини в області великої молекулярної хмари. Поверхня Сонця має температуру близько 6000 К та пронизана магнітними полями, що виникають унаслідок механізму сонячного динамо.
Сонце перебуває на відстані близько 26 тис. світлових років від центру Галактики й обертається навколо нього з періодом близько 220 млн років. Сонце більше за 85 % зір нашої галактики, яких налічується понад 100 млрд, та масивніше за 71 із 75 інших зір у радіусі 5 парсеків, що робить його однією з найбільших зір у нашому безпосередньому сусідстві.

## Характеристики та хімічний склад Сонця

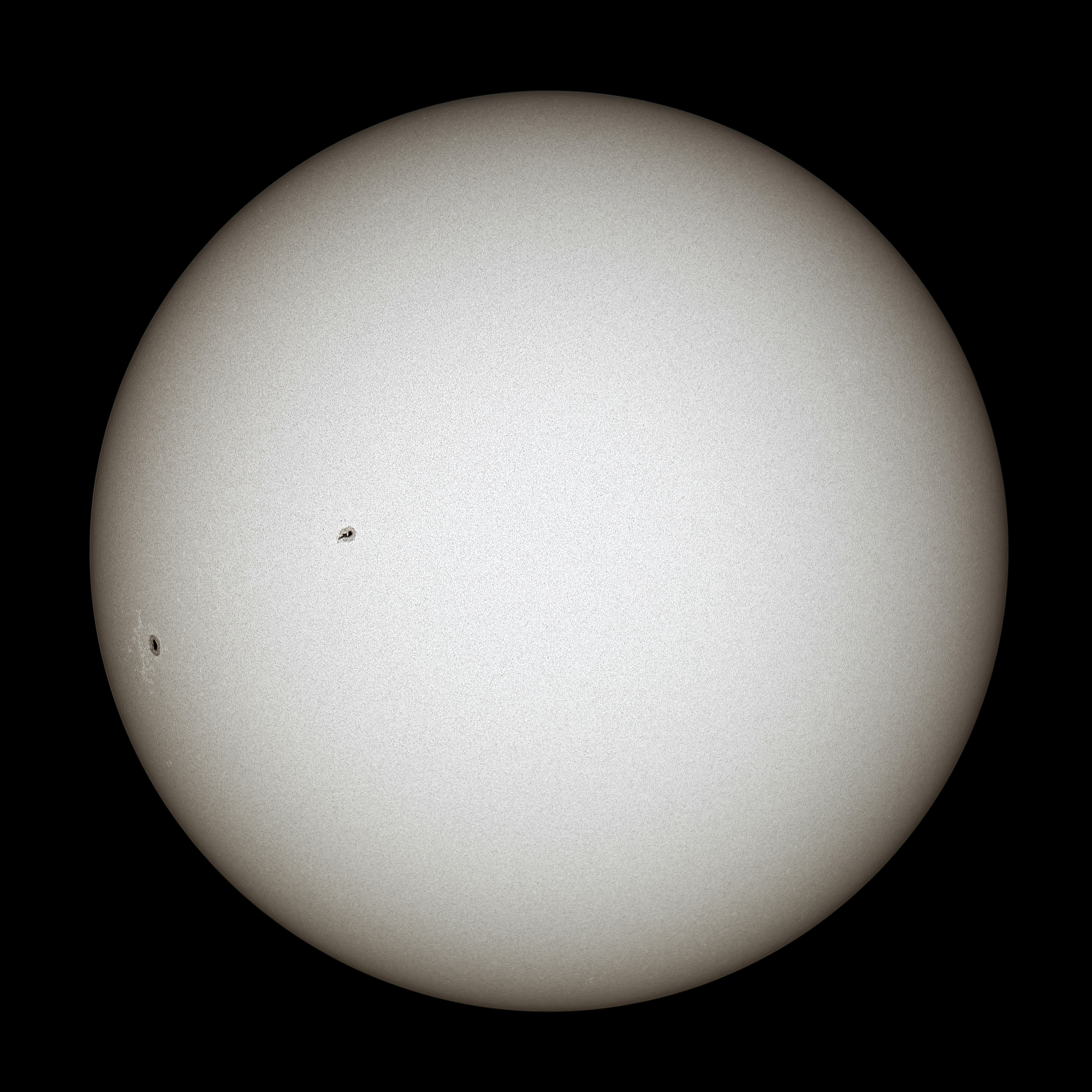
Фото Сонця в справжніх кольорах, через астрономічний фільтр

Сонце — центральне і наймасивніше тіло Сонячної системи, типова зоря головної послідовності спектрального класу G2. Його маса приблизно в 333 000 разів більша за масу Землі, у 750 разів перевищує масу всіх інших планет, разом узятих, та становить 99,866 % від загальної маси всієї Сонячної системи. Сонце — потужне джерело енергії, яку постійно випромінює в усіх ділянках спектра електромагнітних хвиль — від рентгенівських і ультрафіолетових променів до радіохвиль. Це випромінювання впливає на всі тіла Сонячної системи: нагріває їх, позначається на атмосферах планет, дає світло й тепло, необхідні для життя на Землі.
Сонце — найближча до нас зоря із великим кутовим розміром, на поверхні якої за допомогою телескопа можна вивчати дрібні деталі, розміром до кількох сотень кілометрів. Це типова зоря, тому її вивчення допомагає зрозуміти природу зір загалом. За зоряною класифікацією Сонце має спектральний клас G2V. Водночас Сонце часто класифікують як жовтий карлик.
Сонце світить майже білим світлом, однак через сильніше розсіювання і поглинання короткохвильової частини спектра атмосферою Землі пряме світло Сонця біля поверхні нашої планети набуває жовтого відтінку. Якщо небо ясне, то блакитний відтінок розсіяного світла складається з жовтуватим прямим сонячним світлом і загальне освітлення об'єктів на Землі стає білим. Сонячний спектр містить лінії іонізованих і нейтральних металів, а також іонізованого водню.
Середня відстань Сонця від Землі, яку називають астрономічною одиницею, дорівнює близько 149,6 млн км. Видимий кутовий діаметр Сонця дещо змінюється через еліптичність орбіти Землі, але у середньому становить близько 32' або 1/107 радіана. Видимі кутові діаметри Місяця та Сонця близькі за значенням, тобто вони мають схожий видимий розмір: Сонце є набагато більшим за Місяць, але знаходиться на більшій відстані від Землі. Згідно зі спостереженнями НАСА, радіус Сонця становить 696 342 км із похибкою 65 км.
Сонце обертається навколо власної осі. Кутова швидкість обертання зменшується від екватора до полюсів, точки на екваторі здійснюють повний оберт за 25 діб, а поблизу полюсів зоряний період обертання Сонця збільшується до 30 діб. Земля рухається своєю орбітою в тому ж напрямку, у якому обертається Сонце, тому відносно земного спостерігача період його обертання більший; пляма в центрі сонячного диска знову пройде через центральний меридіан Сонця за 28 діб.

### Хімічний склад
Початковий хімічний склад Сонця був успадкований від міжзоряного середовища, з якого воно утворилося. Спочатку він складався з 71,1 % водню, 27,4 % гелію і 1,5 % важчих елементів. Водень і більша частина гелію на Сонці були утворені в результаті первинного нуклеосинтезу у перші 20 хвилин життя Всесвіту. Важчі елементи були синтезовані в ході зоряного нуклеосинтезу у зорях попередніх поколінь перед тим, як утворилось Сонце, і були розповсюджені у міжзоряне середовище під час останніх етапів еволюції цих зір, як-от спалах наднової.
З моменту утворення Сонця основний процес термоядерного синтезу включав перетворення водню в гелій. За останні 4,6 мільярда років кількість гелію та його розташування у Сонці поступово змінювалися. Частка гелію в ядрі зросла з 24 % до 60 % через термоядерний синтез, а частина гелію та важких елементів осіла з фотосфери до центру Сонця через гравітацію. Пропорції важчих елементів не змінювалися. Тепло передається назовні від ядра Сонця за допомогою випромінювання, а не конвекції, тому продукти термоядерного синтезу не підіймаються назовні під дією тепла; вони залишаються в ядрі і поступово починають формувати внутрішнє ядро з гелію.
За використанням моделювання Сонця та методів спектроскопічного аналізу в поєднанні з наявними атомними даними та спостереженнями було переоцінено вмісти 83 елементів. В основному Сонце складається з водню та гелію. У сьогоднішню епоху еволюції Сонця їхня масова частка, зокрема, у фотосфері Сонця складає 73,46–74,9 % та 23,8 –24,85 відповідно, з часом частка водню зменшуватиметься через термоядерне горіння. Всі важчі елементи, що в астрономії називають металами, складають менш як 2 % маси у фотосфері, а саме: кисень — приблизно 1 %, вуглець — 0,29–0,3 %, неон — 0,12—0,2 %, залізо — 0,16–0,2 % та інші з ще меншими частками. 
В хімічному складі за кількістю атомів переважають водень, що становить 91,2–92 % всіх атомів, та гелій — 7,8–8,7 %. Частка решти елементів дорівнює близько 0,1 %: на 1 млн атомів водню припадає 800–970 атомів оксигену (кисню), 300–400 карбону (вуглецю), 96–100 нітрогену (азоту), 58–100 неону, 70–99 силіцію (кремнію), 70–76 магнію, 40 сульфуру (сірки), 14–20 заліза, 3,2 аргону, 1,2 нікелю, 0,8 кальцію, 0,7 алюмінію, й 0,5 натрію і ще менше інших елементів.

### Густина та температура

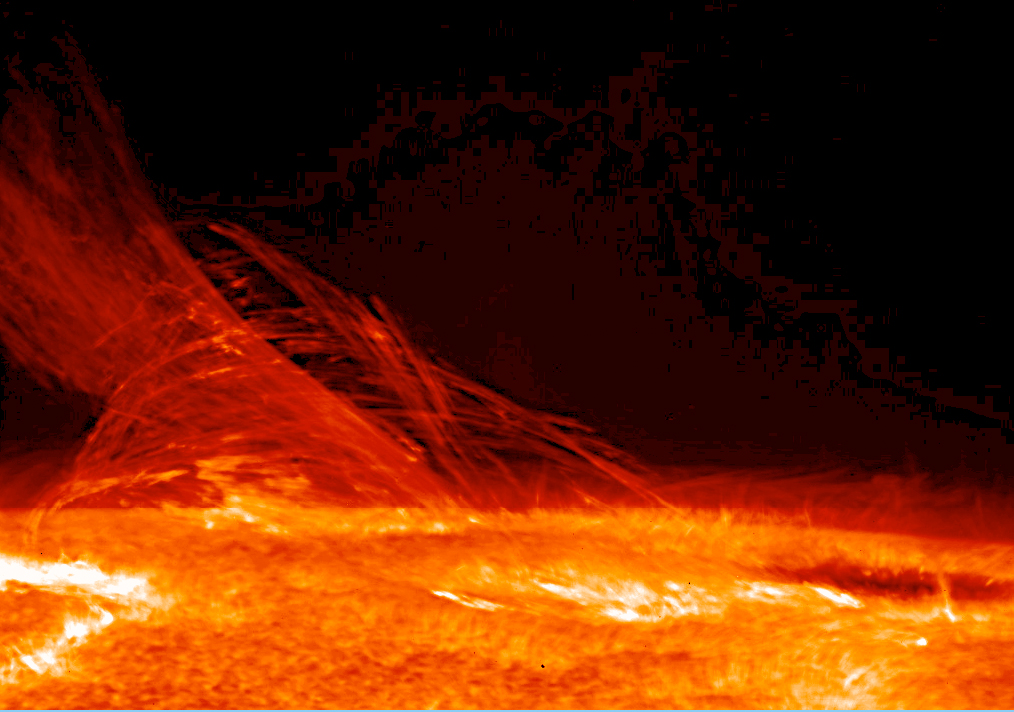
Плазма ниткоподібної форми, що з'єднує регіони з різною магнітною полярністю.
(Фото з оптичного телескопа на супутнику Hinode, 12.01.2007)

Середня густина сонячної речовини ρ ≈ 1400 кг/м³. Це значення близьке до густини води та в 1000 разів більше від густини повітря біля поверхні Землі. У зовнішніх шарах Сонця густина в мільйони разів менша. Теоретичні моделі Сонця засвідчують, що в центрі Сонця густина становить близько 1,5×105 кг/м³  — у 100 разів більша за його середню, тиск — близько 2×1018 Па, а температура — близько 15 000 000 °К. За такої температури ядра атомів водню (протони та дейтрони) мають дуже великі швидкості у сотні км/с і можуть наближатися одне до одного попри дію електростатичної сили відштовхування. Деякі зіткнення завершуються ядерними реакціями, внаслідок яких з водню утворюється гелій і вивільняється значна кількість енергії, що перетворюється на тепло. Ці реакції є джерелом енергії Сонця на сучасному етапі його еволюції.
Потік енергії, що виникає в надрах Сонця, передається в зовнішні шари й розподіляється на дедалі більшу площу. Внаслідок цього температура сонячної плазми знижується з віддаленням від центра. Залежно від температури й характеру процесів, що нею визначаються, Сонце можна умовно поділити на чотири частини:
- ядро (відстань приблизно 1/3 радіуса від центру), де тиск і температура забезпечують перебіг ядерних реакцій;
- промениста зона (відстань від 1/3 до 2/3 радіуса), у якій енергія передається назовні внаслідок послідовного поглинання і випромінювання квантів електромагнітної енергії;
- конвективна зона (від верхньої частини «променистої» зони майже до видимої поверхні Сонця), де температура швидко зменшується з наближенням до видимої поверхні світила, внаслідок чого збільшується концентрація нейтральних атомів; речовина стає прозорішою, променисте перенесення стає менш ефективним і тепло передається здебільшого шляхом перемішування речовини, подібно до кипіння рідини в посудині, яка підігрівається знизу;
- сонячна атмосфера — починається відразу за конвективною зоною і сягає далеко за межі видимого диска Сонця; 
  - нижній шар атмосфери — фотосфера — тонкий шар газів, який ми сприймаємо як поверхню Сонця;
  - верхні шари атмосфери — хромосфера та корона — безпосередньо не видно через значну розрідженість, але їх можна бачити під час повних сонячних затемнень або з допомогою спеціальних приладів.
- сонячна зона переносу — тонкий і дуже нерівномірний шар сонячної атмосфери, що відділяє гарячу корону від набагато холоднішої хромосфери[41].

## Магнітні поля та активність Сонця

### Магнітні поля Сонця
Магнітне поле Сонця генерується завдяки фізичному процесу сонячного динамо: природний електрогенератор у надрах Сонця створює електричні струми та магнітне поле відповідно до законів Ампера, Фарадея та Ома, а також до законів гідродинаміки, що разом описуються в рамках магнітогідродинаміки. Детальний механізм сонячного динамо наразі не відомий і є предметом сучасних наукових досліджень. Спостережувані поділяють магнітні поля в сонячній фотосфері на два типи, відповідно до їх масштабів: загальні та локальні.
Великомасштабне (загальне або глобальне) магнітне поле з характерними розмірами, порівняними з розмірами Сонця, має середню напруженість на рівні фотосфери близько декількох гаусів. У мінімумі циклу сонячної активності воно має приблизно дипольну структуру, напруженість поля на полюсах Сонця максимальна. Потім, у міру наближення до максимуму циклу сонячної активності, напруженість поля на полюсах поступово зменшується і через один-два роки після максимуму циклу дорівнює нулю (так звана «переполюсовка сонячного магнітного поля»). У цій фазі загальне магнітне поле Сонця не зникає повністю, але його структура має не дипольний, а квадрупольний характер. Після цього напруженість сонячного диполя знову зростає, але воно має вже іншу полярність. Таким чином, повний цикл змін загального магнітного поля Сонця, з урахуванням зміни полярності, дорівнює подвоєній тривалості 11-річного циклу сонячної активності — приблизно 22 роки.
Середньо- й дрібномасштабні (локальні) поля Сонця відрізняються значно більшою напруженістю та меншою регулярністю. Найпотужніші магнітні поля (до декількох тисяч гаусів) спостерігаються в групах сонячних плям у максимумі сонячного циклу. В одній півкулі регіони, як правило, мають однакову полярність передньої плями, а в протилежній — протилежну полярність передньої плями. Полярності передніх плям в обох півкулях змінюються на протилежні від одного циклу сонячних плям до наступного (закон Гейла).
У фотосфері також спостерігаються уніполярні ділянки магнітного поля, які, на відміну від груп сонячних плям, розташовуються ближче до полюсів та мають значно меншу напруженість магнітного поля (кілька гаусів), але велику площу та тривалість (до декількох обертів Сонця).
Відповідно до сучасних уявлень магнітне поле Сонця генерується в нижній частині конвективної зони за допомогою механізму гідромагнітного конвективного динамо, а потім підіймається у фотосферу під впливом магнітної плавучості. Цим же механізмом пояснюється 22-річна циклічність сонячного магнітного поля. Сонячне магнітне поле простягається далеко за межі самого Сонця. Електропровідна плазма сонячного вітру переносить магнітне поле Сонця в космос, утворюючи міжпланетне магнітне поле.
Існують також деякі натяки на наявність магнітного поля, що утворилося разом із Сонцем або принаймні існує дуже довго: воно знаходиться нижче дна конвективної зони, у променистій зоні та ядрі Сонця.

### Сонячна активність
Сукупність явищ, спричинених генерацією потужних магнітних полів на Сонці, називають сонячною активністю. Ці поля проявляються у фотосфері як сонячні плями та зумовлюють такі події, як сонячні спалахи, генерація потоків пришвидшених частинок, зміни рівня електромагнітного випромінювання Сонця в різних діапазонах, корональні викиди маси, збурення сонячного вітру, варіації потоків галактичних космічних променів (Форбуш-ефект) тощо. Із сонячною активністю пов'язані також зміни геомагнітної активності (зокрема, магнітні бурі), які є наслідком збурень міжпланетного середовища, що досягають Землі, і зумовлені, своєю чергою, активними явищами на Сонці.
Одним із найпоширеніших показників рівня сонячної активності є число Вольфа, пов'язане з кількістю сонячних плям на видимій півсфері Сонця. Загальний рівень сонячної активності змінюється з характерним періодом, що дорівнює приблизно 11 років (так званий «цикл сонячної активності» або «одинадцятирічний цикл»). Цей період витримується неточно та у XX ст. був ближчим до 10 років, а за останні 300 років змінювався приблизно від 7 до 17 років. Циклам сонячної активності дають послідовні номери за початком від умовно обраного першого циклу, максимум якого був 1761 року. 2024 року спостерігався максимум 25-го циклу сонячної активності.
Існують також варіації сонячної активності більшої тривалості. Так, у другій половині XVII століття сонячна активність і, зокрема, її 11-річний цикл були значно ослаблені (мінімум Маундера). У цю епоху в Європі спостерігалося зниження середньорічних температур (так званий малий льодовиковий період), можливо, зумовлене впливом сонячної активності на клімат Землі. 

### Сонячні плями
Сонячні плями видно як темні плями на фотосфері Сонця. Вони відповідають концентраціям магнітного поля, де конвективне перенесення тепла з надр Сонця на поверхню є утрудненим. У результаті сонячні плями трохи холодніші, ніж навколишня фотосфера, тому вони здаються темними. При типовому сонячному мінімумі видно небагато сонячних плям, а іноді їх не видно взагалі. Ті, що з'являються, перебувають у високих сонячних широтах. Коли сонячний цикл наближається до максимуму, сонячні плями мають тенденцію формуватися ближче до сонячного екватора; це явище відоме як закон Шперера.
Найбільші сонячні плями можуть досягати десятків тисяч кілометрів. Сонячну пляму AR3310, яка виявилася вчетверо більшою за Землю, наприкінці травня 2023 року можна було спостерігати фактично неозброєним оком за умови наявності відповідного обладнання для безпечного спостереження Сонця. Спостерігачі в Нью-Джерсі, Нью-Йорку, Пенсільванії та Небрасці (США) змогли сфотографувати сонячну пляму без жодних окулярів, оскільки дим від сусідніх лісових пожеж став природним фільтром для променів Сонця. У червні 2023 року на Сонці з'явилася пляма, яка була вдесятеро більшою за розмір Землі, що зробило її однією з найбільших сонячних плям 25-го сонячного циклу. За даними Центру прогнозування космічної погоди, саме у червні на поверхні Сонця з'явилися 163 сонячні плями. Востаннє така кількість темних плям вкривала Сонце у вересні 2002 року, коли спостерігали 187 сонячних плям. Проте найбільшу групу сонячних плям за всю історію спостережень зафіксували 8 квітня 1947 року у південній півкулі Сонця. Її максимальна довжина становила 300 000 км, найбільша ширина — 145 000 км. Групу плям було добре видно неозброєним оком у вечірні години. Її максимальна площа становила 6761 мчп (мільйонних часток площі півсфери Сонця), що приблизно в 36 разів більше від площі поверхні Землі, а максимальна площа найбільшої плями в групі — 5055 мчп; кількість плям у групі сягала 172. Кількість сонячних плям та інтенсивність випромінювання Сонця корелюють між собою. Сонячна стала зазвичай на кілька десятих відсотка вища, коли кількість сонячних плям найбільша.

### Сонце як змінна зоря
Оскільки магнітна активність Сонця схильна до періодичних змін, а водночас змінюється і його світність (див. Сонячний цикл), його можна розглядати як змінну зорю. У роки максимуму активності Сонце яскравіше, ніж у роки мінімуму. Амплітуда змін сонячної сталої досягає 0,1 % (в абсолютних значеннях це 1 Вт/м², тоді як середнє значення сонячної постійної — 1361,5 Вт/м²).
Деякі дослідники відносять Сонце до класу малоактивних змінних зір типу BY Дракона. Поверхня таких зір вкрита великими плямами (до 30 % від загальної площі), і, внаслідок обертання цих зір, із Землі спостерігаються зміни їх блиску. У Сонця така змінність дуже слабка.

## Еволюція Сонця як зорі

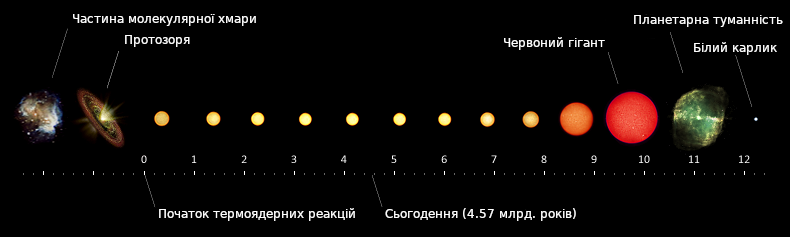
Еволюція Сонця як зорі

Сонце є зорею третього покоління (популяції I) із високим вмістом металів, тобто, воно утворилося з речовини, яка була збагачена важкими елементами, що утворилися в надрах зір першого й другого поколінь (відповідно популяцій III й II). Сьогодні Сонце приблизно на середині найстабільнішої фази свого життя. Воно не зазнало кардинальних змін за понад 4 останніх мільярди років і залишатиметься відносно стабільним ще понад 5 мільярдів років. Однак після того, як зупиниться синтез водню в його ядрі, Сонце зазнає сильних внутрішніх та зовнішніх змін.

### Формування
Вважається, що Сонце сформувалося приблизно 4,59 млрд років тому, коли колапс під дією сил гравітації гігантської молекулярної хмари, що складалась переважно з водню та гелію, призвів до утворення зорі типу T Тельця та, можливо, кількох інших зір. Цей вік оцінюється за допомогою комп'ютерних моделей зоряної еволюції з одного боку, з іншого ж із нуклеокосмохронології за вмістом важких елементів та радіометричним датуванням найдавнішого матеріалу Сонячної системи, яке дає час утворення 4,567 млрд років тому. Дослідження стародавніх метеоритів виявили сліди стабільних дочірніх ядер короткоживучих ізотопів, як-от залізо-60, які утворюються лише у зорях, що живуть недовго та вибухають. Це вказує на те, що поблизу місця, де утворилося Сонце, мали виникнути одна або кілька наднових. 
Ударна хвиля від наднової, що вибухнула поруч, могла зініціювати формування Сонячної системи, стиснувши газ материнської молекулярної хмари достатньо, щоб хмара почала колапсувати під дією власної гравітації. У міру колапсу частини хмари, матерія почала обертатися навколо центра мас, внаслідок закону збереження моменту імпульсу, водночас нагріваючись зі збільшенням тиску. У ядрі колапсуючої хмари гравітація та тиски зрештою підняли температуру матерії настільки, щоб почались термоядерні реакції, що й означало народження Сонця.
Зорі HD 162826 та HD 186302 вважаються «близнятами» Сонця, що народились при колапсі тієї ж молекулярної хмари, оскільки мають схожий з Сонцем вміст рідкісних елементів, як-от барій та ітрій.

### На головній послідовності
Зоря такої маси, як Сонце, має перебувати на головній послідовності близько 10 млрд років, перед тим як перетворитись на червоного гіганта. Таким чином, зараз Сонце перебуває приблизно в середині свого еволюційного шляху. На сучасному етапі в сонячному ядрі відбуваються термоядерні реакції перетворення водню на гелій. Щосекунди близько 4 млн тонн речовини перетворюється на променисту енергію, внаслідок чого генерується сонячне випромінювання й потік сонячних нейтрино. У віці 8 мільярдів років Сонце досягне своєї найвищої температури — на це вказують дані спостережень за зорями такого ж класу космічним телескопом Gaia.
Поступово, під час перебування в головній послідовності, ядро та поверхня Сонця ставатимуть гарячішими, а Сонце ставатиме більшим у радіусі та яскравішим. З початку свого перебування на головній послідовності його радіус збільшився на 15 %, а температура поверхні підвищилася з 5620 до 5772 К, що призвело до збільшення світності на 48 % з 0,677 сьогоднішньої сонячної світності, до її сучасного значення. Це відбувається тому, що атоми гелію мають вищу середню молярну масу, ніж атоми водню, що призводить до поступового зменшення теплового тиску під час синтезу перших з других у ядрі. Тому ядро стискається, даючи зовнішнім шарам Сонця змогу наближатися до центру, вивільняючи гравітаційну потенційну енергію. Згідно з теоремою віріалу, половина вивільненої гравітаційної енергії йде на нагрівання, що призводить до поступового збільшення швидкості термоядерного синтезу та розширення області синтезу далі від центру і, отже, до збільшення світності. Цей процес прискорюється, оскільки ядро поступово стає щільнішим. Припускають, що за останні 100 млн років яскравість Сонця збільшилась на 1 %, а від моменту його утворення — загалом на 30 %.

### Стадія червоного гіганта
Приблизно через 5 млрд років від сьогодні перебування Сонця на головній послідовності закінчиться. Вигорання водню в ядрі приведе до його стискання і підвищення температури в ньому. Це, своєю чергою, приводитиме до підвищення температури оболонки та її розширення. Температура в шарах близьких до тепер вже інертного гелієвого ядра стане достатньою, щоб у них почалось термоядерне вигорання водню. З початком термоядерного горіння водню в оболонці, а не в ядрі, Сонце вступить у свою фазу червоного гіганта. Це призведе до подальшого розширення оболонки, можливо, аж до радіуса сучасної орбіти Венери.
Зрештою в ядрі температура підніметься до приблизно 100 млн К. Через це у ньому почнеться термоядерна реакція синтезу вуглецю з гелію. Оскільки газ у гелієвому ядрі буде за такого тиску й температури виродженим, то воно стане ізотермічним, а отже, початок потрійного альфа-процесу (горіння гелію) відбудеться одночасно у всьому ядрі — що приведе до гелієвого спалаху Сонця. Після цього горіння стане поступовим у новій термодинамічній рівновазі.
На той час, коли Сонце досягне вершини еволюційної гілки червоних гігантів, воно буде приблизно у 256 разів більше, ніж сьогодні, з радіусом 1,19 а. о.. Сонце проіснує в стадії червоного гіганта приблизно мільярд років і втратить приблизно третину своєї маси на момент до цієї стадії.

### Стадія білого карлика
Після того як Сонце пройде фазу червоного гіганта, термічні пульсації приведуть до того, що його зовнішня оболонка (приблизно половина від сьогоднішньої маси Сонця) буде іонізована й зірвана. З неї утворюється планетарна туманність, у центрі якої залишиться сформований із дуже гарячого (температури порядку 100 000 К) ядра білий карлик, який протягом мільярдів років буде поступово остигати й згасати. Планетарна туманність розвіється приблизно через 10 000 років, а білий карлик повільно остигатиме трильйони років, аж поки не перетвориться на чорного карлика, мертву зорю з надвисокою густиною. Таким чином, він не виділятиме більше енергії протягом навіть тривалішого часу, ніж коли був білим карликом. Такий життєвий цикл вважається типовим для зір малої та середньої маси. Маса Сонця недостатня для того, щоб його еволюція завершилася вибухом наднової й утворенням чорної діри.

### Доля Землі
При переході до стадії червоного гіганта зовнішні шари Сонця досягнуть сучасної орбіти Землі. Дослідження показують, що ще до того часу втрата Сонцем маси призведе до того, що Земля перейде на віддаленішу від Сонця орбіту і, таким чином, уникне поглинання зовнішніми шарами сонячної плазми. Попри це, уся вода на Землі перейде в газоподібний стан, а більша частина її атмосфери розсіється в космічному просторі. Збільшення світності Сонця в цей період буде таким, що протягом наступних 500—700 млн років поверхня Землі буде занадто гарячою для того, щоб на ній могло існувати життя в його сучасному вигляді.

## Структура

Сонце у розрізі.

### Внутрішня будова Сонця
Всередині Сонця (під фотосферою) виокремлюють такі структурні шари:
- сонячне ядро — внутрішня частина, де відбуваються термоядерні реакції, простягається до 139—173[85][86] тис. км від центру
- зона променистого переносу, у якій перенесення енергії від центральної частини до верхніх шарів відбувається переважно шляхом випромінювання, простягається від ядра до 494 тис. км від центру[86].
- конвективна зона, у якій перенесення теплової енергії відбувається переважно шляхом конвекції, тобто рухами іонізованого газу, і яка простягається до видимої поверхні Сонця.[86][41]

#### Сонячне ядро

Ілюстрація протон-протонного ланцюжка реакцій, у якому з водню утворюється дейтерій, гелій-3 і зрештою гелій-4

Ядро Сонця простягається від центру приблизно до 20—25 % сонячного радіуса. Має густину до 150 г/см3 (приблизно в 150 разів більша за густину води) і температуру близько 15,7 млн К. Протягом більшої частини життя Сонця енергія вироблялася шляхом термоядерного синтезу водню у гелій у ядрі Сонця через протон-протонний ланцюжок. На цьому етапі еволюції Сонця лише 0,8 % енергії походить від іншої послідовності реакцій термоядерного синтезу, яка називається вуглецево-азотним циклом, але очікується, що ця частка зростатиме, коли Сонце буде старішим і яскравішим.
Енерговиділення Сонця відбувається майже виключно в ядрі: 99 % енергії виробляється в межах 24 % радіуса Сонця, а на 30 % радіуса термоядерний синтез майже відсутній. Решта Сонця нагрівається тією енергією, яка переноситься назовні процесами теплообміну, зрештою досягаючи сонячної фотосфери, звідки енергія виходить у космос через випромінювання (фотони) або адвекцію (масивні частинки).
Кожному протону в середньому потрібно близько 9 млрд років, щоб злитися з іншими у протон-протонному ланцюжку в ядрі Сонця. Злиття чотирьох вільних протонів (ядер водню) в одну альфа-частинку (ядро гелію) вивільняє близько 0,7 % маси у вигляді енергії. Сонце щосекунди перетворює на гелій 600 млрд кг водню, перетворюючи масу на енергію зі швидкістю 4,26 млрд кг/с і виділяючи потужність 3,846·1026 Вт. Велика сумарна потужність Сонця зумовлена його великим розміром, натомість на одиницю об'єму виробляється відносно невелика кількість енергії, — приблизно 276,5 Вт/м3 у центрі ядра (або ж 2 × 10-4 Вт/кг у загальному), тобто приблизно така ж, як потужність енерговиділення в одиниці об'єму компостної купи (купи гнилого листя).

#### Зона променистого переносу

Ілюстрація внутрішньої структури зір різної маси на головній послідовності. Сонце (в центрі) має внутрішню зону променистого переносу і зовнішню конвективну зону.

Зона променистого переносу — найтовщий шар Сонця, який простягається від ядра до приблизно 0,7 сонячного радіуса, і в якому теплове випромінювання є основним способом передачі енергії. Зі збільшенням відстані від центру Сонця густина знижується у 100 разів — від 20 г/см³ (на 0,25 радіуса Сонця) до 0,2 г/см³ (на 0,7 радіуса Сонця), а температура знижується приблизно з 7 млн до 2 млн кельвінів. Цей температурний градієнт менший за значення адіабатичного градієнта і, отже, не може викликати конвекцію, що пояснює, чому передача енергії через цю зону відбувається за допомогою випромінювання. Іони водню та гелію випромінюють фотони, які проходять лише коротку відстань, перш ніж знову поглинаються іншими іонами. Напрямок кожного випроміненого фотона ніяк не залежить від напрямку поглинутого фотона: він може піти як у бік поверхні Сонця, так і в бік його центру. Багаторазово поглинаючись і знову випромінюючись в іншому напрямку, фотони виконують випадкові блукання, і подолання зони променистого переносу займає у фотона десятки тисяч років.

#### Тахоклин
Радіаційна зона і конвективна зона розділені перехідним шаром — тахоклином. Це область, де різка зміна режиму між рівномірним обертанням радіаційної зони та диференціальним обертанням конвекційної зони призводить до великого зсуву між ними — умови, коли сусідні горизонтальні шари ковзають один відносно одного. Поширена гіпотеза, за якою магнітне динамо всередині цього шару (сонячне динамо) створює магнітне поле Сонця.

#### Конвективна зона Сонця
Ближче до поверхні Сонця температура та густина речовини недостатні для повного перенесення енергії шляхом перевипромінення. Виникає вихрове перемішування плазми, і перенесення енергії до поверхні (фотосфери) здійснюється переважно рухом речовини. Охолоджуючись на поверхні, речовина фотосфери занурюється вглиб конвективної зони, а в нижній частині речовина нагрівається від зони променистого перенесення і підіймається вгору; обидва процеси йдуть зі значною швидкістю. Такий спосіб передачі енергії називається конвекцією, а підповерхневий шар Сонця завтовшки приблизно 200 000 км, де вона відбувається — конвективною зоною. З наближенням до поверхні температура спадає в середньому до 5800 К, а густина газу стає у 1000 разів меншою густини приземного повітря. Рухи в цій зоні викликають ефект магнітного динамо, і відповідно породжують магнітне поле, що має складну структуру.
За сучасними даними, роль конвективної зони у фізиці сонячних процесів надзвичайно велика, оскільки саме в ній відбувається різноманітний рух сонячної речовини. Терміки в конвекційній зоні викликають на поверхні Сонця супергранули, які по суті є вершинами терміків, і відповідно супергрануляцію — утворення комірок з характерним розміром до 30 000 км. Супергрануляція породжує грануляцію (дрібніше гранулювання) у ще вищих шарах атмосфери. Комірки Бенара є певним аналогом цього явища, але у випадку рівномірного підігріву, тому супергранули та гранули на відміну від них мають неправильну форму.

### Атмосфера Сонця
Сонячна атмосфера — це область Сонця, яка простягається від вершини конвекційної зони до внутрішньої межі геліосфери. Її часто поділяють на три основні шари: фотосферу, хромосферу та корону. Хромосфера та корона розділені тонкою перехідною областю, яка часто розглядається як додатковий окремий шар:173–174.  Деякі джерела вважають геліосферу зовнішньою або розширеною сонячною атмосферою.

#### Фотосфера

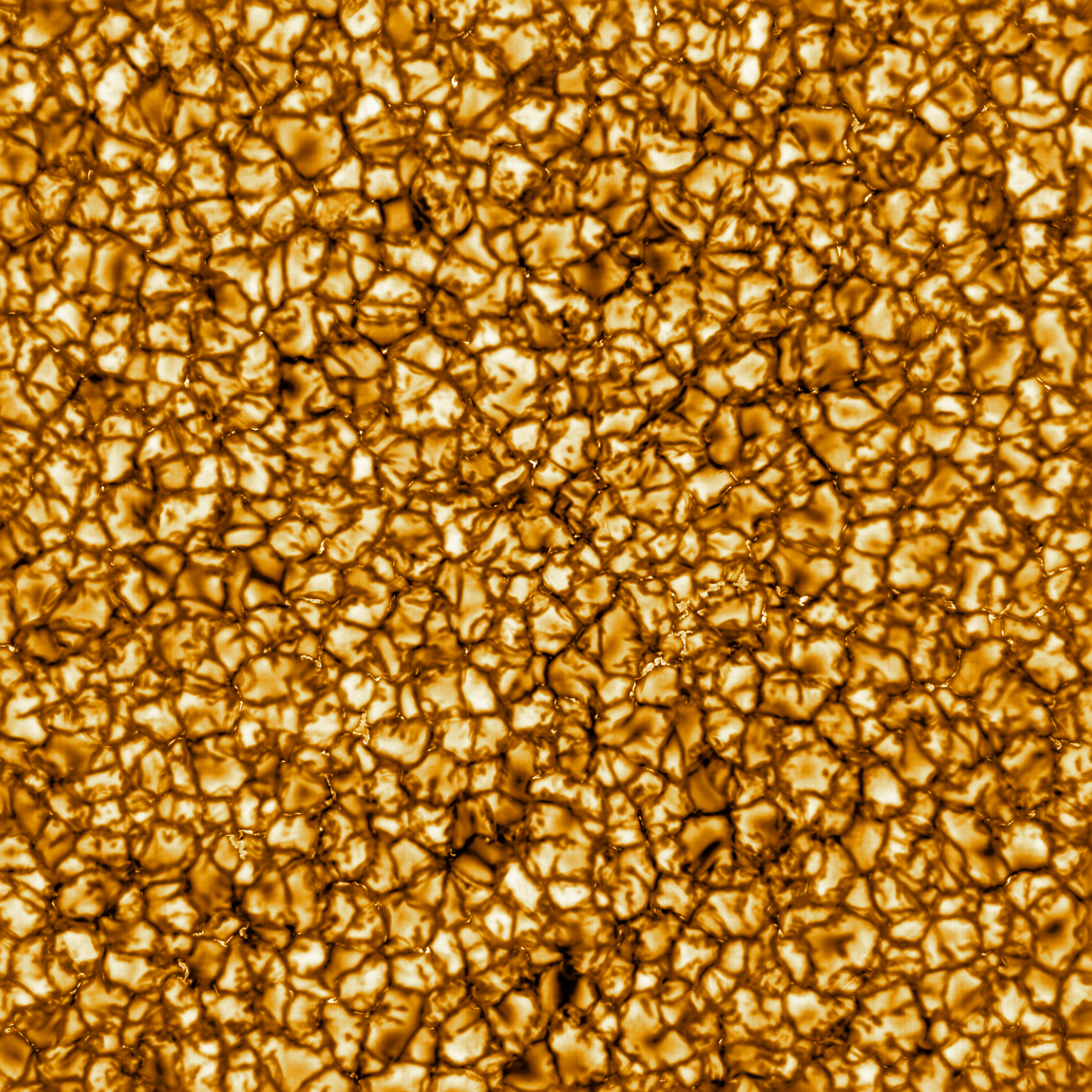
Фотосфера структурується конвективними комірками, утворюючи сонячні гранули

Найглибший шар атмосфери, завтовшки 200—300 км, називається фотосферою. З нього випромінюється майже вся енергія, яка спостерігається у видимій частині спектра. Вона утворює видиму поверхню Сонця, бо шар нижче фотосфери є вже непрозорим для видимого світла. Зміна прозорості пов'язана зі зменшенням кількості H− іонів, які легко поглинають видиме світло. І навпаки, видиме світло, що спостерігається від Сонця, утворюється, коли електрони реагують з атомами водню, утворюючи іони H−. Температура із наближенням до зовнішнього краю фотосфери зменшується з 6600 К до 4400 К.
Спектр сонячного світла приблизно відповідає спектру чорного тіла, що має температуру 5772 К. Ця температура і може вважатись ефективною температурою фотосфери. Вона була оцінена із потужності випромінення з одиниці площі за законом Стефана — Больцмана, за яким потужність випромінювання абсолютно чорного тіла прямо пропорційна четвертому ступеню температури тіла. Водень за таких умов майже повністю перебуває в нейтральному стані, частка іонізованих атомів становить всього 3 %. Фотосфера утворює видиму поверхню Сонця, від якої визначаються розміри Сонця, відстань від поверхні Сонця і т. д. При цьому газ в екваторіальній і полярних областях, рухається нерівномірно: на екваторі він здійснює оберт за 24 дні, на полюсах — за 30 днів. Густина газу у фотосфері дорівнює ~10-9 кг/м3, тобто приблизно 0,37 % від густини земної атмосфери на рівні моря.
На фотографіях фотосфери добре помітно її тонку структуру у вигляді яскравих «зернят» — гранул розміром близько 1000 км, розмежованих вузькими темними проміжками. Ця структура називається грануляцією. Вона є результатом руху газів, який відбувається в розташованій під атмосферою конвективній зоні Сонця. Швидкість потоків становить у середньому 1—2 км/с, а максимальні її значення досягають 6 км/с. Час життя гранули становить 10—15 хвилин, що можна порівняти із періодом, за який газ може обійти навколо гранули.
У спектрі видимого випромінювання Сонця, що майже цілком утворюється у фотосфері, зниженню температури у зовнішніх шарах відповідають темні лінії поглинання. Вони називаються фраунгоферовими на честь німецького оптика Йозефа Фраунгофера (1787—1826), який уперше 1814 року замалював кілька сотень таких ліній. Оскільки верхня частина фотосфери холодніша за нижню, сонячний диск виглядає яскравішим у центрі, ніж по краях; цей оптичний ефект відомий як потемніння до краю.
Найхолодніший шар Сонця — це область мінімальної температури, що простягається приблизно на 500 км над фотосферою, і має температуру близько 4100 К. Ця частина Сонця досить прохолодна, і в ній можуть існувати прості молекули, як-от чадний газ і вода.

#### Хромосфера

Сонячна корона під час сонячного затемнення 1999 року

Над шаром мінімальної температури розташований шар товщиною близько 2000 км, у якому переважає спектр ліній випромінювання та поглинання. Його називають хромосферою від грецького кореня chroma, що означає «колір», оскільки хромосферу видно як блискучу рожеву облямівку на початку та в кінці повного сонячного затемнення. Температура, а з нею й іонізація хромосфери поступово зростає з висотою (спочатку повільно, а потім дуже швидко), досягаючи приблизно до 20 000 К біля вершини. У верхній частині хромосфери гелій стає частково іонізованим. Тонка структура хромосфери виражається через явище сонячних спікул. Сонячні спікули — це гігантські, але короткоживучі струмені плазми, що постійно вириваються з хромосфери. Візуально вони нагадують велетенські язики полум'я або палаючу траву, що створює динамічний та «колючий» вигляд сонячного краю. Спікули є відносно тонкими структурами, їхній діаметр коливається від 500 до 1200 кілометрів, проте у висоту вони можуть сягати від 5000 до 10 000 км над поверхнею Сонця. Речовина у спікулах рухається з величезною швидкістю, приблизно 20 км/с.
Хромосфера та корона, що лежить над нею, розділені тонкою (приблизно 200 км) перехідною областю, де температура швидко зростає від приблизно 20 000 К у верхній частині хромосфери до корональних температур ближче до 1 000 000 К. Збільшенню температури сприяє повна іонізація гелію в перехідній області, що значно зменшує радіаційне охолодження плазми. Перехідна область не виникає на чітко визначеній висоті, а утворює своєрідний німб навколо хромосферних елементів, як-от спікули та філаменти, і перебуває в постійному, хаотичному русі. Перехідну область важко побачити з поверхні Землі, але її легко можна спостерігати з космосу інструментами, чутливими до екстремального ультрафіолету.

#### Корона

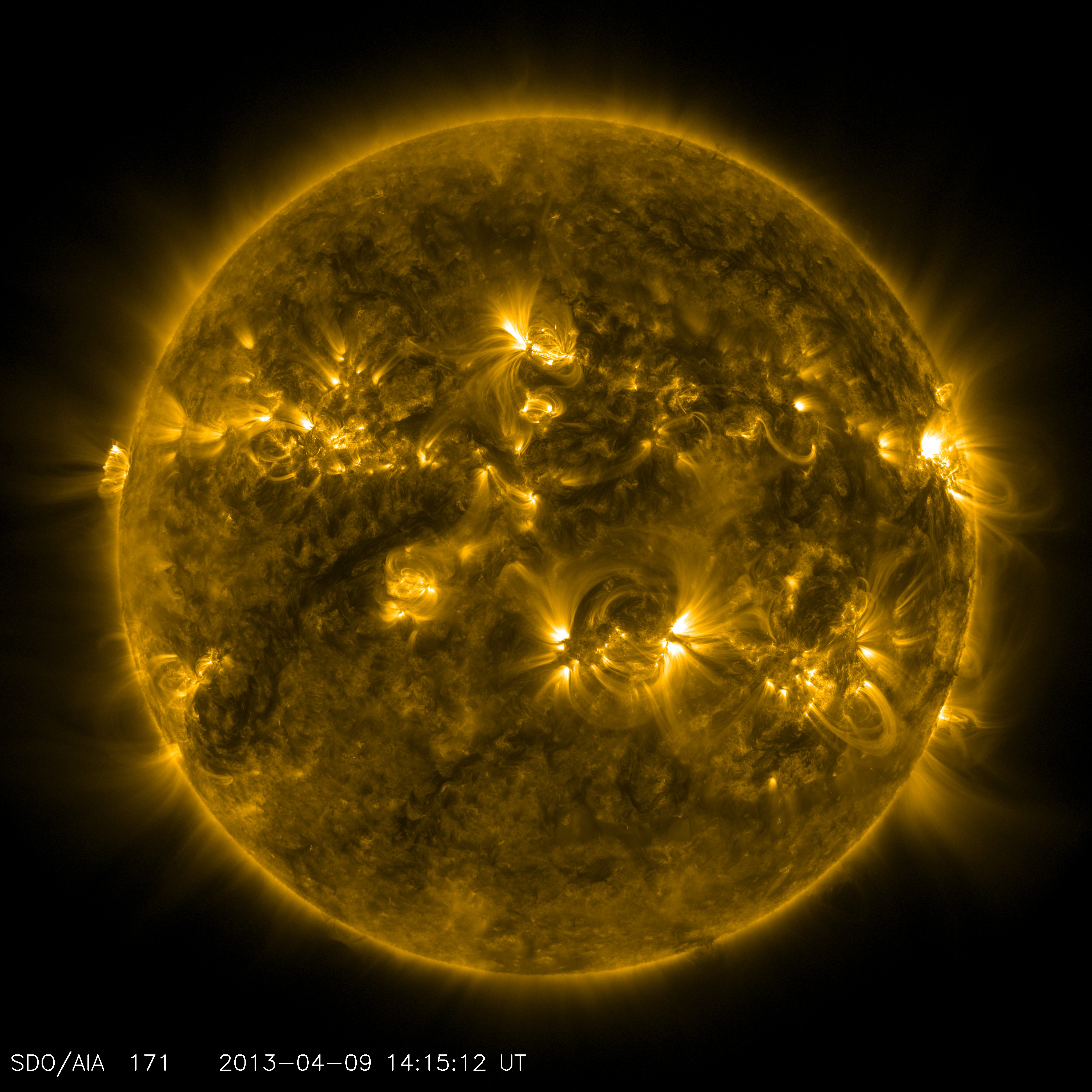
Знімок Сонця 9 квітня 2013 року на довжині хвилі 17 нм. Зображення від NASA/SDO.

Вище від хромосфери розташований наступний шар сонячної атмосфери, корона. Низька корона поблизу поверхні Сонця має щільність частинок приблизно від 1015 м−3 до 1016 м−3. Середня температура корони й сонячного вітру становить приблизно 1 000 000—2 000 000 K; однак у найспекотніших регіонах вона сягає 8 000 000—20 000 000 K. Хоча досі не існує повної теорії, яка б пояснювала температуру корони, відомо, що принаймні частина її тепла походить від магнітних перез'єднань, що відбуваються в атмосфері Сонця.
У вигляді променистого перлового сяйва корону можна спостерігати під час повної фази затемнення Сонця. «Випаровуючись» у міжпланетний простір, газ корони утворює потік гарячої розрідженої плазми, що постійно тече від Сонця й називається сонячним вітром. Корона переважно складається з протуберанців та енергетичних вивержень, що вириваються й вивергаються на кілька сотень, а інколи навіть на відстань більше мільйона кілометрів у міжпланетний простір.
Зовнішня межа корони розташована там, де радіально зростаюча швидкість великомасштабного сонячного вітру дорівнює радіально спадній фазовій швидкості альвенівських хвиль. Це визначає закриту, несферичну поверхню, яку називають критичною поверхнею Альвена, нижче якої корональні потоки є субальвенівськими, а над якою сонячний вітер є суперальвенівським.
Форма і висота корони змінюється залежно від фази циклу сонячної активності: у періоди максимальної активності вона має округлу форму, а в мінімумі — витягнута уздовж сонячного екватора. Оскільки температура корони дуже висока, вона інтенсивно випромінює в ультрафіолетовому й рентгенівському діапазонах. Випромінювання на різних ділянках корони відбувається нерівномірно. Існують гарячі активні та спокійні ділянки, а також корональні діри із порівняно невисокою температурою в 600 000 К.
Видимий спектр сонячної корони складається з трьох різних частин, названих L, K і F компонентами (або, відповідно, L-корона, K-корона і F-корона; ще одна назва L-компоненти — E-корона). K-компонента — неперервний спектр корони. На його тлі до висоти 9—10' від видимого краю Сонця видно емісійну L-компоненту. Починаючи з висоти близько 3' (кутовий діаметр Сонця — близько 30') і вище видно фраунгоферові лінії, такі ж, як і в спектрі фотосфери, це і є F-компонента сонячної корони. На висоті 20' F-компонента домінує в спектрі корони. Висота 9—10' вважається межею, що відокремлює внутрішню корону від зовнішньої. Випромінювання Сонця з довжиною хвилі менш як 20 нм, повністю виходить із корони. Це означає, що, наприклад, на поширених знімках Сонця на довжинах хвиль 17,1 нм (171 Å), 19,3 нм (193 Å), 19,5 нм (195 Å), видно виключно сонячну корону з її елементами, а хромосферу та фотосферу не видно.

#### Геліосфера

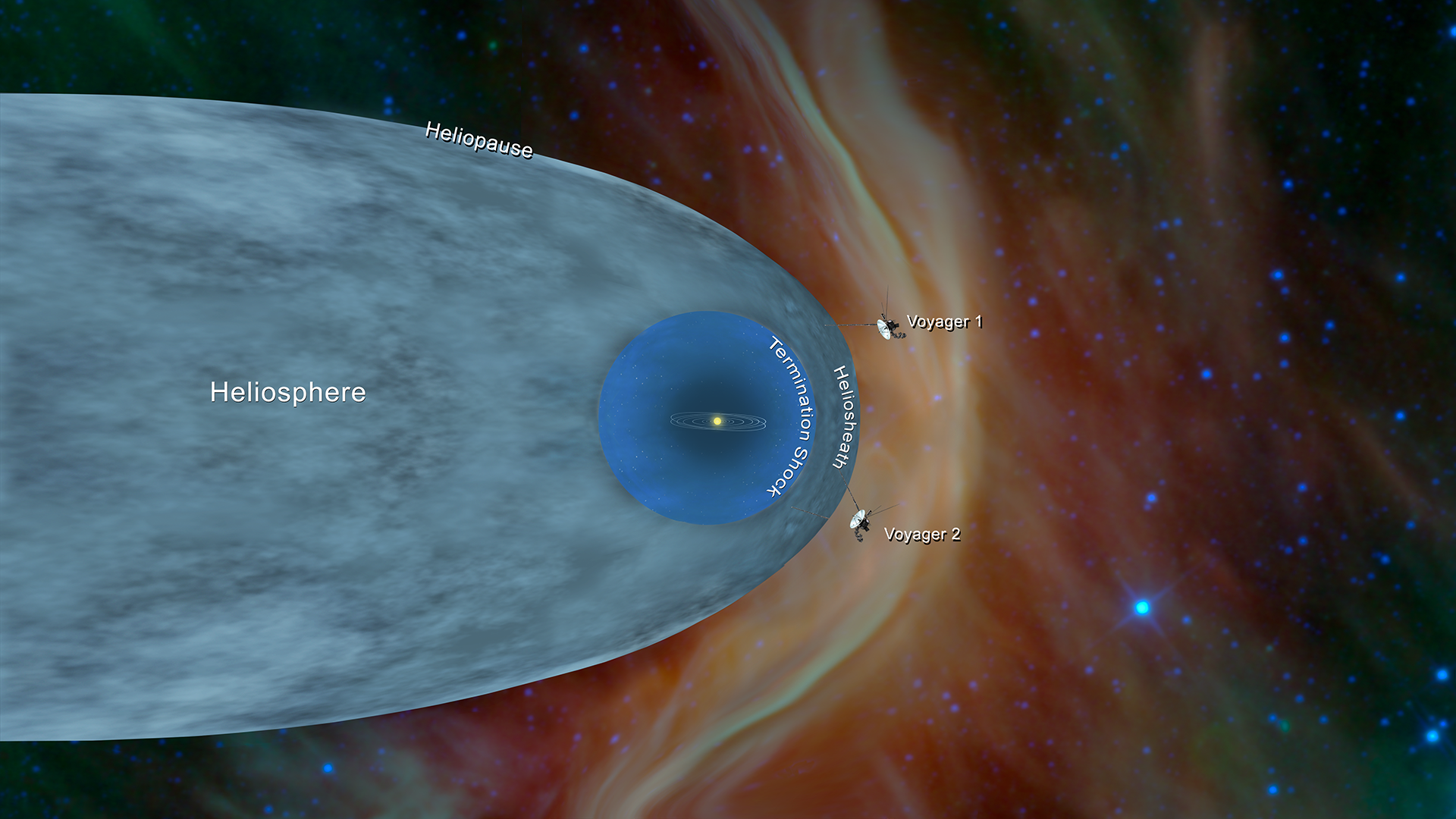
Умовне зображення геліосфери

Геліосфера визначається як область космосу, де сонячний вітер домінує над міжзоряним середовищем. Сонячний вітер безперервно рухається назовні через геліосферу, формуючи сонячне магнітне поле у спіралеподібну форму, аж доки він не ударяється об геліопаузу на відстані понад 50 астрономічних одиниць від Сонця. У грудні 2004 року зонд «Вояджер-1» пройшов через ударний фронт, який, як вважають, є частиною геліопаузи. Наприкінці 2012 року «Вояджер-1» зафіксував помітне збільшення кількості зіткнень космічних променів і різке зниження часток меншої енергії від сонячного вітру, що свідчить про те, що зонд пройшов через геліопаузу та увійшов у міжзоряне середовище, це сталося приблизно на відстані 122 астрономічних одиниць від Сонця. Геліосфера має геліохвіст, який тягнеться за нею внаслідок обертання Сонця навколо центру галактики.

## Рух і положення Сонця

### Сонячна система
Навколо Сонця обертається вісім планет: чотири планети земного типу, два газові гіганти та два крижані гіганти. Також у Сонячній системі є п'ять тіл, що розглядаються як карликові планети, є кілька десятків кандидатів у карликові планети, сотні тисяч малих планет, включаючи астероїдний пояс, багато комет та інші. Станом на серпень 2025 року в Сонячній системі нумеровано 826 864 малих планет, які становили понад половину від 1 460 349 спостережених малих тіл — решту становили 628 889 ненумерованих малих планет і 4596 комет. Сонце є гравітаційною домінантою в системі, але планети також впливають на його рух. Так, центр Сонця завжди розташований у межах 2,2 його радіуса від барицентра системи, і Сонце обертається навколо нього. Цей рух переважно зумовлений Юпітером, Сатурном, Ураном і Нептуном. Протягом деяких періодів у кілька десятиліть рух є регулярним, утворюючи візерунок трилисника, тоді як між цими періодами він виглядає хаотичнішим. Кожні 179 років (помножений на 9 синодичний період Юпітера і Сатурна), патерн більш-менш повторюється, однак він стає повернутим на приблизно 24°.

### Рух і положення серед зір-сусідок
Сонце перебуває у внутрішньому краї рукава Оріона нашої Галактики, між рукавом Персея і рукавом Стрільця, у Місцевій міжзоряній хмарі — ділянці підвищеної щільності, що розташована, своєю чергою, у «Місцевому міхурі» — зоні розсіяного високотемпературного міжзоряного газу. Серед 50 відомих найближчих зір у межах 12 світлових років, Сонце є четвертою за яскравістю зорею: його абсолютна зоряна величина +4,83m.

#### Сусідні зорі
У межах 10 світлових років від Сонця знаходиться відносно мало зірок, найближчою з яких є потрійна зоряна система Альфа Центавра, яка знаходиться приблизно за 4,4 світлових роки від нас і може знаходитися в G-хмарі Місцевої Бульбашки. Альфа Центавра A та B — це тісно пов'язана пара сонцеподібних зірок, тоді як найближча до Сонця зірка, маленький червоний карлик Проксима Центавра, обертається навколо пари на відстані 0,2 світлового року. У 2016 році навколо Проксими Центавра було виявлено потенційно придатну для життя екзопланету під назвою Проксима Центавра b, найближчу до Сонця підтверджену екзопланету. Серед наступних десяти найближчих до Сонця зір не є тьмяними червоними та коричневими карликами всього дві зорі: Сіріус, подвійна система із зорі спектрального класу А вдвічі більшої ніж Сонце та білого карлика, та Епсилон Ерідана, зоря схожого до Сонця спектрального класу. Найбільшу швидкість серед сусідніх зір щодо Сонця має зоря Барнарда, що рухається в його напрямі та через кілька тисяч років стане найближчою до Сонця зорею. Третьою за віддаленістю до Сонця є подвійна система Луман 16, два надзвичайно тьмяні легкі коричневі карлики, відкриті лише у 2013 році. 

### Рух і положення в галактиці
Сонце розташоване в галактиці Чумацький Шлях, спіральній галактиці з перемичкою, що має діаметр близько 100 000 світлових років та містить понад 100 млрд зір. Сонце перебуває в одному із зовнішніх рукавів галактики, що знаний як Рукав Оріона, або Локальний Шпур. Відстань Сонця до галактичного центру складає 26 660 світлових років, а його швидкість відносно центру — приблизно 220 км/с. Таким чином, воно долає один світловий рік приблизно за 1360 земних років, а одну астрономічну одиницю — приблизно за 8 земних діб. Повний оберт Сонце здійснює кожні 240 мільйонів років; такий оберт називають Галактичним роком Сонячної системи. Сонячний апекс, або напрям руху Сонця крізь міжзоряний простір, знаходиться в районі сузір'я Геркулеса та націлений на найближчу яскраву зорю, Вегу. Площина екліптики лежить під кутом приблизно 60° до галактичної площини.
Орбіта Сонця навколо Галактики приблизно еліптична з вкладом збурень від галактичних спіральних рукавів та неоднорідного розподілу маси. Сонце коливається вгору і вниз відносно площини Галактики приблизно 2,7 раза на орбіту. Згідно з гіпотезою Шиви, проходження Сонця крізь зони вищої густини спіральних рукавів може призводити до масових вимирань на Землі через зіткнення з космічними тілами.

## Спостереження Сонця

### Наземні спостереження

Геометрична побудова, яку використовував Гіппарх для визначення відстаней до Сонця і Місяця, і яка пізніше була включена до праць Птолемея.

Давньогрецький мислитель Анаксагор з Клазомен стверджував, що Сонце — це розпечений камінь, за що зазнав переслідувань за звинуваченням у богохульстві. Арістотель у своєму трактаті «Про небо» описав геоцентричну модель і рух небесних тіл, вважавши, що небесні тіла є найдосконалішими «субстанціями», рух яких керується принципами, відмінними від принципів тіл у підмісячній сфері, є вічним та досконалим. На його думку, ідеальним є рух по колу, який, на відміну від земних рухів угору та вниз, може тривати вічно. Аристарх Самоський перший висловив ідею про геліоцентричну модель, що розміщувала Сонце в центрі Всесвіту, а Землю — як таку, що обертається навколо Сонця раз на рік і обертається навколо своєї осі раз на добу. Він також підтримував теорію Анаксагора, згідно з якою Сонце — це просто одна з зірок. На нього вплинула концепція Філолая з Кротона про вогонь у центрі Всесвіту (за сучасним розумінням — у центрі Землі). Аристарх переосмислив цей «центральний вогонь» як Сонце й розташував інші планети у правильному порядку віддаленості від Сонця. У праці «Про величини і відстані Сонця і Місяця» Аристарх визначив, що Сонце приблизно у 20 разів далі від Землі, ніж Місяць, і у 20 разів більше за Місяць. Обидві оцінки були приблизно в 20 разів меншими за реальні, але це сталось через відсутність точних інструментів, а не через помилку в методі. Аполлоній Перзький ввів терміни «епіцикл» та «ексцентр» для опису руху небесних тіл.
Гіппарх був першим, чиї кількісні й точні моделі руху Сонця і Місяця збереглися до нашого часу. У праці «Про величини і відстані Сонця і Місяця» він обчислив, що відстань від центра Землі до Сонця становить 490 радіусів Землі; можливо, обрана ця величина, бо це найкоротша відстань, що відповідає паралаксу, занадто малому для виявлення неозброєним оком. Клавдій Птолемей створив багато праць, присвячених Сонцю, серед яких його підручні таблиці, де він упорядкував усі дані, необхідні для розрахунку положень Сонця, Місяця і планет, часу сходу й заходу зірок, а також затемнень Сонця і Місяця, зробивши ці таблиці корисним інструментом для астрономів і астрологів. В «Планетарних гіпотезах» він оцінив середню відстань до Сонця як 1210 земних радіусів (тепер відомо, що вона становить приблизно 23 450 радіусів), а радіус сфери непорушних зір — як 20 000 радіусів Землі. У своїй головній праці «Альмагест» Птолемей описав геоцентричну систему світу, математичну теорію руху планет навколо нерухомої Землі, що слугувало основним керівництвом для ісламських та європейських астрономів приблизно до початку XVII століття.

Ілюстрація законів Кеплера з двома орбітами планет:
1. Орбіти є еліпсами з фокусами F₁ і F₂ для Планети 1, та F₁ і F₃ для Планети 2. Сонце знаходиться в точці F₁.
2. Заштриховані площі A₁ і A₂ рівні й за однаковий час їх обертає Планета 1.
3. Відношення часу орбіти Планети 1 до Планети 2 є.

У XVI столітті Миколай Коперник сформулював геліоцентричну модель Всесвіту, в якій у центрі перебувало Сонце, а не Земля. Імовірно, Коперник розробив свою модель незалежно від Аристарха Самоського, який сформулював подібну модель приблизно за вісімнадцять століть до нього. Завдяки опублікованій 1543 року праці Коперника «Про обертання небесних сфер» розпочався тривалий перехід від геоцентричних уявлень до геліоцентричних, що стало основою для подальшого розвитку астрономії. Цей перехід називають «Коперниківською революцією» та вважають початком ширшої наукової революції, що піднесла науковий метод як найефективніший спосіб пізнання.
Хоча сонячні плями, ймовірно, спостерігали в Китаї та Європі ще до нашої ери, досі тривають суперечки щодо того, хто саме й коли вперше спостерігав сонячні плями через телескоп. Найімовірніше, Галілей і Томас Герріот були першими — приблизно наприкінці 1610 року (проте записи Галілея почалися лише з 1612 року, він помітив, що вони пересуваються вздовж видимого диска Сонця). Йоганн і Давид Фабриції та Христоф Шайнер спостерігали їх уперше у березні 1611 року, причому Йоганн Фабрицій був першим, хто опублікував результати своїх спостережень. Його праця «De Maculis in Sole Observatis» вийшла восени 1611 року, але деякий час залишалася невідомою для інших дослідників. У 1613 році вийшла брошура Галілея «Листи про сонячні плями» у якій він виклав свої недавні спостереження темних плям на поверхні Сонця. Його твердження мали суттєве значення для підриву традиційного арістотелівського погляду на Сонце як бездоганне та нерухоме тіло. Учень Галілея Бенедетто Кастеллі розробив метод проєкції зображення Сонця через телескоп — техніку, яка дала змогу вивчати Сонце детально навіть тоді, коли воно було високо в небі.
Закони Йоганна Кеплера, опубліковані 1609 року, сформулювали принципи руху планет, які безпосередньо стосуються руху Землі навколо Сонця. У фундаментальній праці «Математичні начала натуральної філософії» 1687 року Ісаак Ньютон сформулював закон всесвітнього тяжіння, пояснивши, як гравітація Сонця керує рухом планет у Сонячній системі.. У цій праці Ньютон також вперше зробив оцінку маси Сонця, підрахувавши, що відношення маси Землі до Сонця становить приблизно 1:28 700. Пізніше він з’ясував, що його значення базувалося на помилковому значенні сонячного паралакса, яке він використав для оцінки відстані до Сонця. Він виправив своє оцінене відношення до 1:169 282 у третьому виданні фундаментальної праці. Сучасне значення сонячного паралакса ще менше, що дає оцінене відношення мас — 1:332 946.

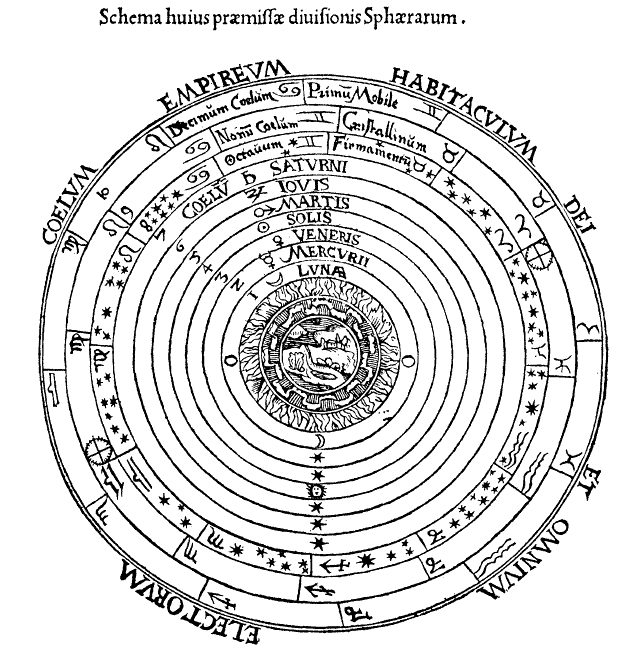
Геоцентрична система світу за Птолемеєм
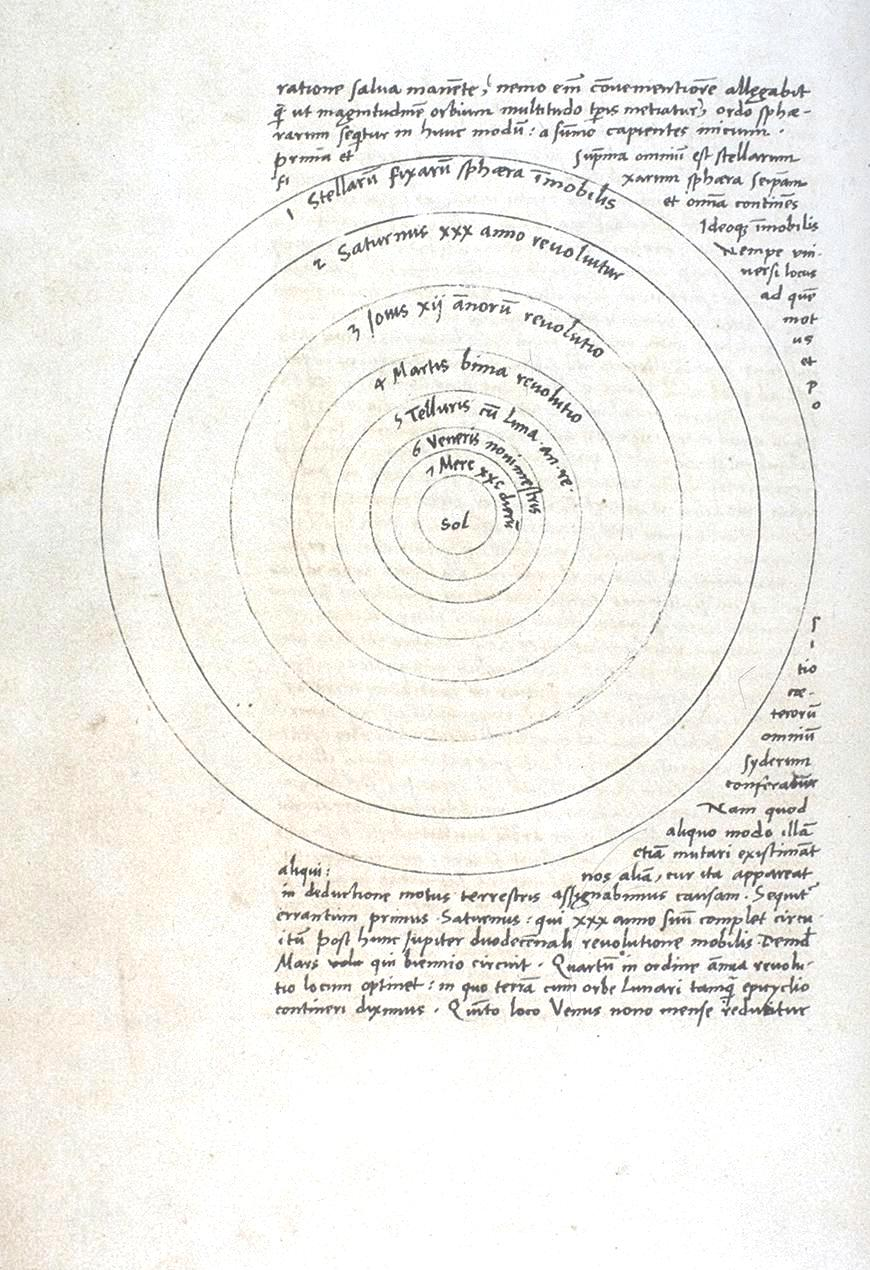
Геліоцентрична модель сонячної системи за Коперником

1800 року Фрідріх Вільгельм Гершель відкрив інфрачервоне випромінювання в сонячному світлі. Тестуючи різні фільтри для пропускання сонячного світла, він помітив, що фільтри різних кольорів генерують різну кількість тепла. Дослідник вирішив пропустити світло через призму, щоб виміряти різні кольори світла за допомогою термометра, і під час цього вимірювання взяв показник трохи за червоною межею видимого спектра. Так він зафіксував температуру на один градус вищу за температуру червоного світла. Подальші експерименти привели Гершеля до висновку, що за видимим спектром має існувати невидима форма світла. Гершель також спостерігав сонячну грануляцію та чітко описав її у своїх нотатках. Він використовував різну термінологію для позначення цього явища, таку як «плями», «вм’ятини плям», «ямки» та «зморшки». Для більших гранул він також використовував слова «зморшки» та «великі ямки». Гершель занотував, що зерниста структура покривала весь сонячний диск — як полярні, так і екваторіальні області. Йозеф фон Фраунгофер у 1814 відкрив і досліджував темні лінії поглинання в спектрі Сонця, які тепер називаються фраунгоферовими лініями. 
Обертальну швидкість можливо обчислити, використовуючи спостережуваний ефект Доплера, що був відкритий у 1842 році. Густав Роберт Кірхгоф та Роберт Вільгельм Бунзен винайшли спектроскоп, який Кірхгоф використав для піонерських досліджень з ідентифікації елементів на Сонці, показавши у 1860 році, що спектри Сонця містять натрій і калій . Протуберанці вперше були сфотографовані під час сонячного затемнення 18 липня 1860 року Анджело Секкі. За цими фотографіями вперше вдалося визначити висоту, випромінювальну здатність та багато інших важливих параметрів. Відкриття сонячної грануляції було оголошено Джеймсом Несмітом 1861 році. Однак у цій короткій публікації показано ранню гравюру Сонця, яка може містити перший графічний опис сонячної грануляції. Цей сонячний малюнок був створений мексиканськими астрономами Хосе Ігнасіо Бартолаче та Хосе Антоніо Альсате для опису проходження Венери 1869 року. Під час спостереження Сонячного затемнення 18 серпня 1868 року П'єр Жансен та Норман Лок'єр відкрили новий хімічний елемент — гелій, названий за грецькою назвою зорі. 

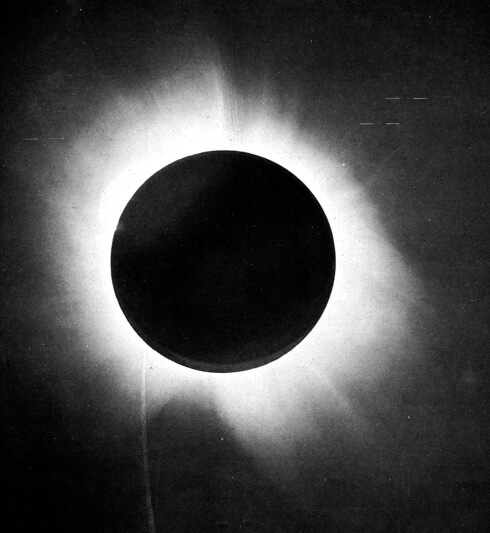
Сонячне затемнення 29 травня 1919 року

У 1904 році Джордж Еллері Гейл встановив в обсерваторії Маунт-Вілсон (Каліфорнія) перші спеціалізовані сонячні телескопи, що зробило її однією з перших повноцінних сонячних обсерваторій у США. 25 червня 1908 року Гейл зафіксував розщеплення за ефектом Зеемана у спектрі сонячної плями, показавши вперше, що магнітні поля існують не лише на Землі. Сесілія Пейн-Гапошкіна  визначила, що зірки, включно з Сонцем, складаються переважно з водню та гелію. Джеймс Стенлі Гей є одним з піонерів радіоастрономії, який відкрив радіовипромінювання Сонця в 1942 році. У 1979 році Джон Аллен Едді у своїй науковій праці «A New Sun: The Solar Results From Skylab» встановив головні характеристики Сонця.
Спостереження за Сонцем відіграли важливу роль у підтвердженні Загальної теорії відносності Альберта Ейнштейна. Найвідоміший приклад — це експеримент під час сонячного затемнення 29 травня 1919 року, коли астрономи зафіксували викривлення світла зірок біля Сонця, що підтвердило прогноз Ейнштейна про гравітаційне відхилення світла. Це стало одним із перших ключових експериментальних доказів загальної теорії відносності.

### Космічні дослідження Сонця
На сьогодні Сонце постійно спостерігають із численних наземних обсерваторій. Найбільш детальну та цінну інформацію про природу та активність нашої найближчої зорі можна отримати за допомогою орбітальних телескопів, як-от Ulysses, SOHO, SORCE, Solar Dynamics Observatory, Parker Solar Probe, Solar Orbiter, PUNCH. Станом на 2025 рік здійснюється 20 активних місій, спрямованих на дослідження Сонця; ще 10 перебувають на етапі планування.
Атмосфера Землі в багатьох діапазонах заважає проходженню електромагнітного випромінювання із космосу. Навіть у видимій частині спектра, для якої атмосфера майже прозора, зображення можуть викривлюватись її коливаннями. Якщо потрібно отримати дуже чітке зображення Сонця, дослідити його ультрафіолетове чи рентгенівське випромінювання, точно виміряти сонячну сталу, то спостереження проводять з аеростатів, ракет, супутників і космічних станцій, космічних сонячних телескопів. Окремим класом наукових апаратів є сонячні зонди, що здійснюють зближення на малі відстані до Сонця, що допомагає досліджувати ближню геліосферу in situ.

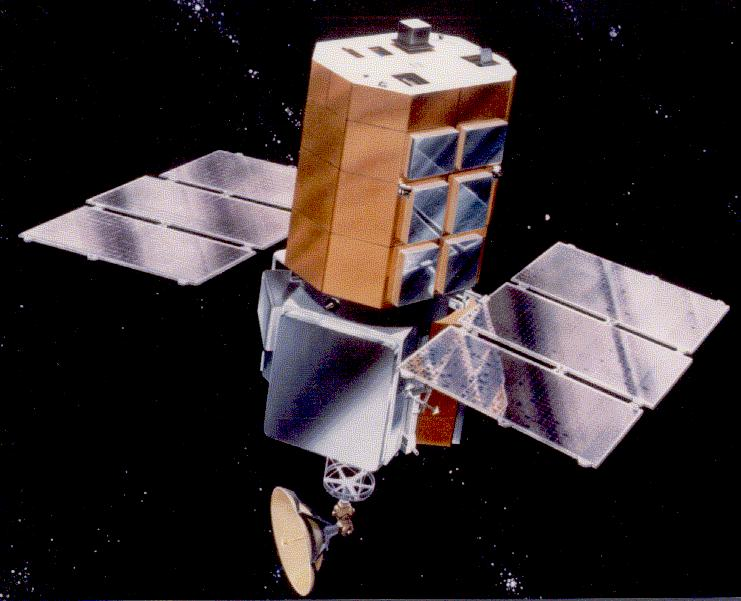
Зображення зонда Solar Maximum Mission

Загалом можна виділити такі найважливіші космічні місії, що досліджували Сонце:
- Перші позаатмосферні спостереження Сонця були проведені другим штучним супутником Землі «Спутник-2» в 1957 році. Спостереження проводились у декількох діапазонах від 1 до 120 ангстрем, що виділялись за допомогою органічних та металічних фільтрів[196]. У 1959 році експериментально підтверджено існування сонячного вітру за допомогою іонних пасток космічних апаратів «Луна-1» і «Луна-2»[197][198].
- Першими космічними апаратами, спеціально створеними для вивчення Сонця і дослідження сонячного вітру, стали створені НАСА супутники серії «Піонер» з номерами 5—9, запущені між 1960 і 1968 роками. Ці супутники обертались навколо Сонця поблизу орбіти Землі та виконували детальні вимірювання параметрів сонячного вітру. «Піонер 9» працював дуже довго, передаючи дані аж до травня 1983 року[199][200].
- У 1970-х роках два космічні апарати Helios і телескоп Apollo Telescope Mount на першій космічній станції Skylab США надали вченим значні нові дані про сонячний вітер і сонячну корону. Зонди «Геліос 1» і «Геліос 2» були спільними зусиллями США та Німеччини, які досліджували сонячний вітер з близької до Сонця орбіти, з радіусом менше перигелію Меркурія[201]. Skylab здійснив перші спостереження сонячної зони переносу та ультрафіолетового випромінювання сонячної корони[202]. Відкриття включало перші спостереження корональних викидів маси, які тоді називали «корональними транзієнтами», і корональних дір, які тісно пов'язані з сонячним вітром.

- У 1980 році НАСА запустило зонд Solar Maximum Mission (SMM). Цей космічний апарат був розроблений для спостереження гамма-променів, рентгенівського та ультрафіолетового випромінювання від сонячних спалахів під час високої сонячної активності та сонячної світності. Однак через кілька місяців після запуску збій електроніки спричинив перехід зонда в режим очікування, і він провів у цьому неактивному стані наступні три роки. У 1984 році місія космічного шатла Challenger STS-41C добралась до супутника на орбіті, відремонтувала його електроніку, після чого повторно випустила його на орбіту. SMM згодом отримав тисячі зображень сонячної корони та увійшов в атмосферу Землі в червні 1989 року[203].
- Запущений у 1991 році японський супутник Yohkoh[en] («Сонячний промінь») спостерігав сонячні спалахи на довжинах хвиль рентгенівського випромінювання. Дані місії дали вченим можливість ідентифікувати кілька різних типів спалахів і продемонстрували, що корона далеко від областей піка активності була набагато більш динамічною та активною, ніж передбачалося раніше. Yohkoh спостерігав весь сонячний цикл, але перейшов у режим очікування, коли кільцеподібне затемнення у 2001 році призвело до його розфокусування на Сонці. Зруйнований у результаті входу в атмосферу у 2005 році[204].
- Космічний апарат SOHO (Solar and Heliospheric Observatory), був запущений спільно ЄКА та НАСА 2 грудня 1995 року[202]. Початково планувалось, що він пропрацює всього 2 роки[205], однак станом на 2025 рік він продовжує свої спостереження[206]. Обертаючись навколо Сонця в точці Лагранжа L1 (між Землею та Сонцем), SOHO забезпечує постійний огляд Сонця на багатьох довжинах хвиль[202]. Окрім прямого спостереження за Сонцем, SOHO дав змогу виявити велику кількість переважно крихітних комет, що згорають, коли проходять повз Сонце[207].
- Solar Dynamics Observatory був запущений у 2010 році. Апарат призначений для дослідження впливу Сонця на Землю і навколоземний простір шляхом вивчення сонячної атмосфери на малих масштабах часу і простору в багатьох довжинах хвиль одночасно.
- Місія Solar Terrestrial Relations Observatory (STEREO) була запущена в жовтні 2006 року. Два подібні апарати запустили на орбіту Землі навколо Сонця — один позаду, другий попереду нашої планети, що дало змогу отримати стереозображення світила і вивчати в 3D, наприклад, корональні викиди Сонця[208][209].
- Hinode — японський супутник, запущений у 2006 році, що вивчає динаміку магнітних полів Сонця, а також варіацію світності, сонячний вітер та інше[210].
- Parker Solar Probe — космічний апарат, що був розроблений НАСА і запущений 12 серпня 2018 року. Цей апарат наблизиться на рекордно близьку відстань до Сонця. Він споряджений надміцним щитом, який витримує температури до 1400 °C. На відстані 6,4 млн км від Сонця цей теплозахисний щит візьме на себе весь жар, забезпечуючи справну роботу решти апарата. Маса щита становить 73 кг, а складається він із двошарового вуглецевого композита та товстого шару піни. Метою цієї подорожі до Сонця є вивчення явища сонячних вітрів, котрі впливають на роботу енергомереж та супутників на орбіті Землі[211][212].

Космічні дослідження Сонця активно тривають. 2025 року до запуску готуються 6 спеціалізованих геліофізичних місій. Всього ж за попередні 50 років запустили 54 космічних апарати (або серії чи угруповання космічних апаратів) для вивчення Сонця.

### Ефекти при спостереженні

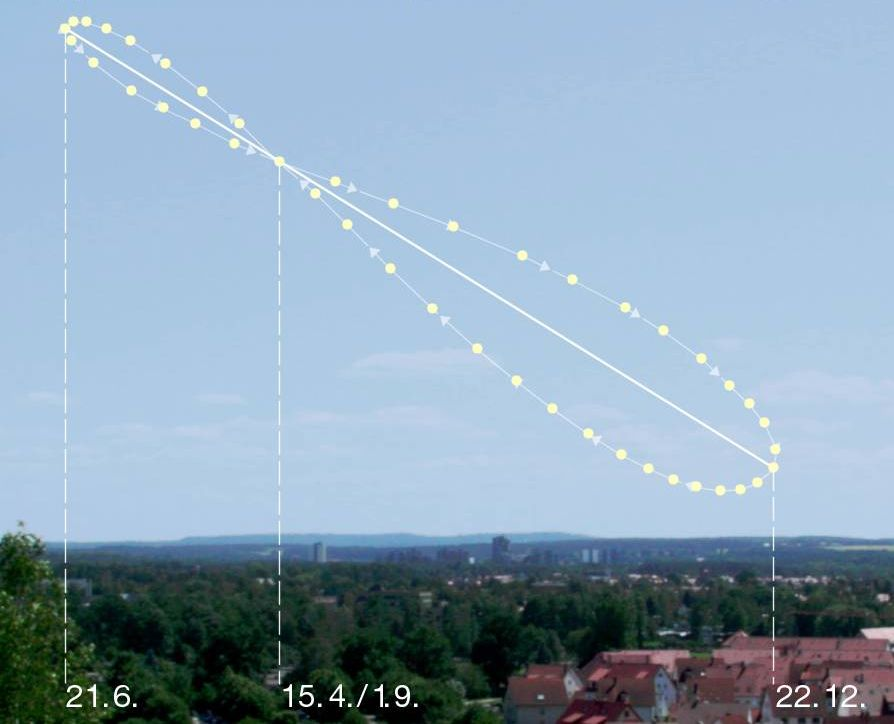
Приклад аналеми Сонця, вигляд у північній півкулі. Дати вказують на відповідні позиції сонця на небосхилі.

Шлях, що проходить за рік місце Сонця на небосхилі в один і той час щодня, називають аналемою. Форма цієї кривої подібна до витягнутої цифри 8 й витягнута вздовж осі південь — північ.
Рідко при заході чи сході Сонця можна спостерігати оптичний ефект під назвою зелений промінь. Він викликаний світлом від Сонця, коли воно перебуває ще за обрієм. Це світло зазнає рефракції в атмосфері Землі (зазвичай через інверсію температури) в бік спостерігача. Світло коротшої довжини хвилі (фіолетове, синє, зелене) відхиляється більше, ніж світло більшої довжини (жовте, оранжеве, червоне), однак через розсіяння Релея фіолетове і синє розсіюється більше, залишаючи зелене переважати в промені.

## Сонячні нейтрино
Ядерні реакції, що відбуваються в ядрі Сонця, призводять до утворення великої кількості електронних нейтрино. Вимірювання потоку нейтрино на Землі, які постійно виконуються з кінця 1960-х років, показали, що кількість зареєстрованих сонячних електронних нейтрино приблизно удвічі-втричі менша, ніж передбачала стандартна сонячна модель, яка описує процеси на Сонці. Ця неузгодженість між дослідом та теорією отримала назву «проблема сонячних нейтрино» та понад 30 років була однією з загадок сонячної фізики. Проблема ускладнювалась тим, що нейтрино вкрай слабко взаємодіє з речовиною, і створення нейтринного детектора, який здатний досить точно виміряти потік нейтрино навіть такої потужності, як іде від Сонця — технічно складна та дорога задача (див. нейтринна астрономія).
Пропонувалося два головних шляхи розв'язання проблеми сонячних нейтрино. По-перше, можна було модифікувати модель Сонця таким чином, щоб зменшити передбачувану термоядерну активність (а, значить, і температуру) в його ядрі та, отже, потік випромінюваних Сонцем нейтрино. По-друге, можна було припустити, що частина електронних нейтрино, випромінюваних ядром Сонця, під час руху до Землі перетворюється на нереєстровані звичайними детекторами нейтрино інших поколінь (мюонні та тау-нейтрино). З часом стало зрозуміло, що правильним є другий шлях.
Для перетворення одного виду нейтрино в інший — так званих осциляцій нейтрино — нейтрино повинно мати відмінну від нуля масу. На межі XX і XXI століть встановили, що це справді так. 2001 року в нейтринній обсерваторії в Садбері були безпосередньо зареєстровані сонячні нейтрино всіх трьох поколінь і було доведено, що їхній повний потік узгоджується зі стандартною сонячною моделлю. Лише близько третини нейтрино, що долітають до Землі, виявились електронними, тобто такими, якими вони народжуються в ядрі Сонця. Ця кількість узгоджується з теорією, яка передбачає перетворення електронних нейтрино на нейтрино іншого покоління як у вакуумі (власне «осциляції нейтрино»), так і в сонячній матерії («ефект Міхєєва — Смирнова — Вольфенштейна»). Таким чином, проблему сонячних нейтрино розв'язали.
На нейтрино припадає приблизно 2 % всієї енергії, випроміненої Сонцем. Сонячним нейтрино потрібно всього 2,3 секунди, щоб дістатись із Сонячного ядра у відкритий космос. Сонячні нейтрино є важливим джерелом інформації про процеси, що протікають у ядрі Сонця.

## Сонце у світовій культурі

### Практичні застосування

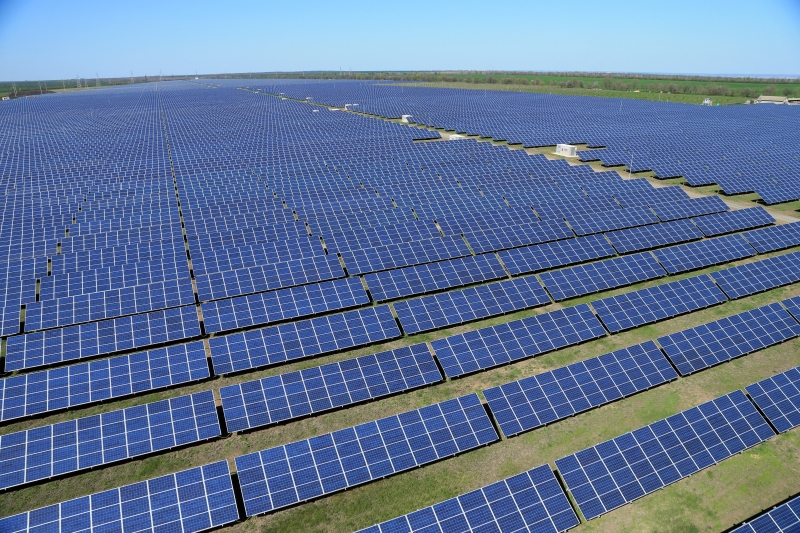
СЕС Старокозаче, Одеська область

Упродовж свого існування люди використовували світло й тепло Сонця для практичних потреб. Ще до нашої ери люди знали про сонячну архітектуру — практику зведення будинків таким чином, щоб якнайбільше нагрівати їх від сонячного тепла взимку та якнайменше влітку. Також з Античності відомо про використання увігнутих дзеркал для нагрівання води або підпалювання.
Сонячний календар — календар, в основі якого лежить тривалість тропічного року, що становить близько 365 діб. Найдавніші згадки про такий календар датовані 3 тисячоліттям до нашої ери й походять зі стародавньої Месопотамії. Подібні календарі використовували й удосконалювали різні цивілізації. Григоріанський календар, створений на основі давньоримського юліанського, широко використовується донині.
Сонячний годинник — це пристрій для визначення часу за положенням Сонця на небі, який показує час за тінню від спеціального стрижня (гномона), що падає на циферблат із поділами. Датований 3500 роком до н.е., він є найдавнішим відомим пристроєм для вимірювання часу, який вказує час доби за положенням тіні об'єкта.
Сонячна електростанція — інженерна споруда, що перетворює енергію сонячного випромінювання на електричну енергію. Її також використовують для енергопостачання в будівлі та в науці про матеріали для розробки нових ефективних фотогальванічних елементів, а також впровадження у будівельну інтеграцію. Сонячні електростанції можуть бути різного масштабу — від малих автономних систем до великих промислових сонячних парків, що забезпечують електроенергію для цілих регіонів. Розвиток сонячних електростанцій дозволяє поєднувати виробництво сонячної енергії з сільським господарством, підвищуючи ефективність використання земельних ресурсів.

### Сонце в релігії та міфології

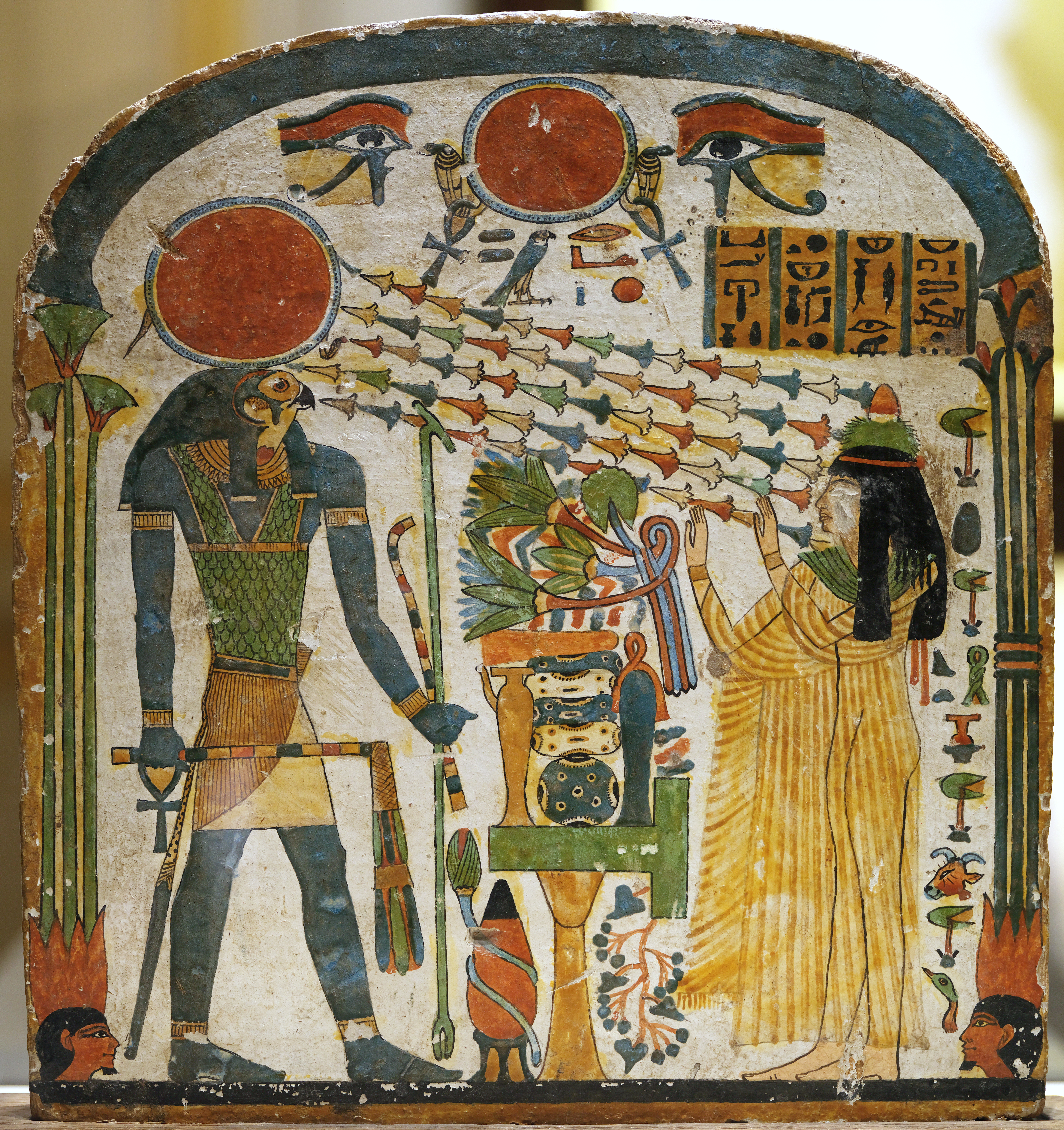
Єгипетський бог Ра

У багатьох культурах Сонце було об'єктом поклоніння. Культ Сонця існував у Стародавньому Єгипті, де сонячним божеством були Ра та Атон. У греків богом Сонця був Геліос. Римський бог Сол ототожнювався з грецьким Геліосом і з богом Непереможного Сонця. Включно у греків та римлян — Аполлон. В міфології інків — Інті. На честь останнього створено геральдичний символ, що присутній на сучасних прапорах і гербах Аргентини й Уругваю — Травневе сонце. У ассирійців Месопотамії — Шамаш.  Кініч Ахау — в міфології мая. Луг — в кельтській міфології. Соль — богиня Сонця в скандинавській міфології. Арінніті — богиня в хетській міфології. Шапаш — богиня в ханаанській міфології. Сіхе — богиня в китайській міфології. Хепат — богиня в шумеро-аккадській та хетській міфології. Маву-Ліза — подвійне божество що представляє об'єднання Маву (жіночого божества Місяця) і Лізи (чоловічого божества Сонця) в міфології Західної Африки. В перській міфології боги Сонця є жінка та чоловік — Мітра та Хваре-хшаета. У народів Америки, таких як ацтеки — Тонатіу і Віцилопочтлі.  У слов'янській міфології було два сонячних божества — Хорс і Дажбог. В індуїзмі бог Сонця є Сур'я та Ґаруда. Аматерасу — богиня Сонця в японській міфології. 
Сонце відіграє важливу роль у концепції Інь та ян — одному з фундаментальних символів даосизму, що позначає дві взаємодоповняльні та взаємозалежні фази, які перебувають у постійному чергуванні в просторі й часі. Відповідно різних словникових визначень слово інь може означати Місяць; тінь Сонця; сонячне місце, ян — Сонце; Сонце, що заходить; сонячне сяйво. Згідно зі Старим Завітом, Сонце та інші світила були створені на четвертий день творіння. Крім того, Сонце часто використовується в Біблії як символ Бога та його слави. 91-ша сура Корану — «Аш-Шамс» (араб. الشمس) перекладається як Сонце; у ній описується душа людини, її доброчесність і гріховність, а також присягання різними явищами природи, зокрема самим Сонцем.
Важливим для багатьох культур був день літнього сонцестояння, коли Сонце найдовше перебуває на небі. Святкування літнього сонцестояння характерне для багатьох культур, серед яких корінні американці, якути, китайці, скандинави та інші. У слов'ян також існувала традиція святкування, яка з прийняттям християнства перетворилась на свято Івана Купала.

### Сонце у вексилології та геральдиці

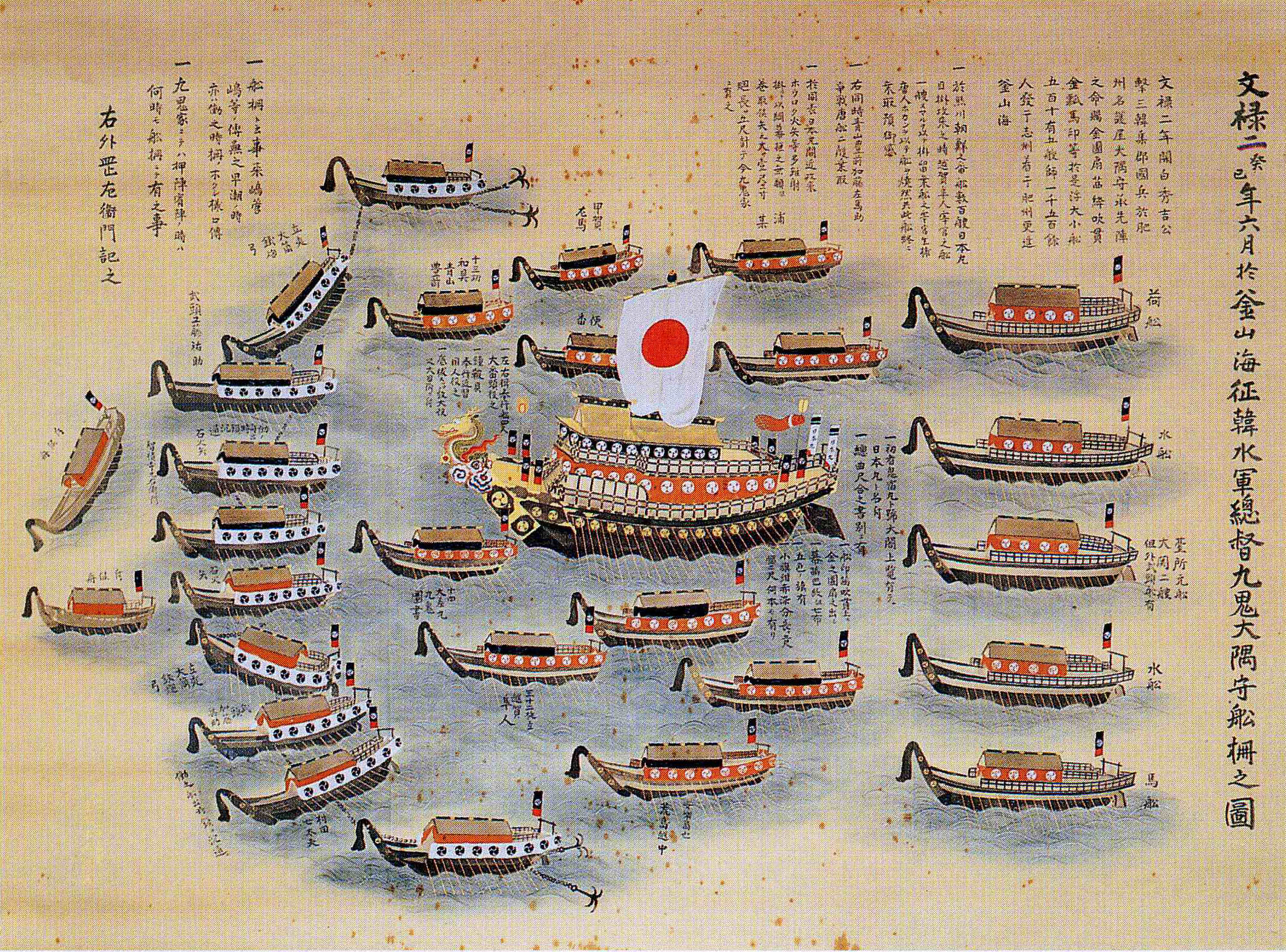
Японський флот під прапором Сонця, що сходить (1593)

У вексилології Сонце з'являється на прапорах незалежних держав: Аргентини, Антигуа і Барбуди, Бангладешу, Еквадору, Казахстану, Кірибаті, Киргизстану, Монголії, Малаві, Непалу, Нігеру, Намібії, Північної Македонії, Руанди, Республіки Китай, Уругваю, Філіппін, Японії; провінцій, областей, штатів, автономних регіонів та інших географічних об'єктів: Британської Колумбії, Бурятії, Буенос-Айрес, Вінницької області, Гваделупи, Донецької області, Іллінойсу, Канзасу, Курдистану, Карачаєво-Черкесії, Камчатського краю, Луганської області, Мендоси, Мічигану, Монтани, Нью-Гемпширу, Нью-Йорку, Нью-Мексико, Орегону, Південної Дакоти, Пернамбуку, Саха, Санта-Крус, Санта-Фе, Сінт-Мартену Сеари, Токантінсу, Тибету, Фалькона, Флориди, Французької Полінезії, Хмельницької області, Черкаської області, Чубуту.
У геральдиці та на державних емблемах Сонце з'являється на гербах незалежних держав: Алжиру, Анголи, Багамських Островів, Білорусі, Болівії, Коста-Рики, Куби, Кот-д'Івуару, Латвії, Ліберії, Маршаллових Островів, Марокко, Мозамбіку, Мадагаскару, Панами, Румунії, Соломонових Островів, Уганди, Узбекистану, Центральноафриканської Республіки, Чаду, Шрі-Ланки; провінцій, областей, штатів, автономних регіонів та інших географічних об'єктів: Адигеї, Аризони, Автономної Республіки Крим, Башкортостану, Британської Території в Індійському Океані, Гаваїв, Гуахіри, Дагестану, Західної Вірджинії, Індіани, Інгушетії, Камагуею, Магдалени, Невади, Нового Південного Уельсу, Огайо, Південної Кароліни, Туви.
Орифлама — загострений, багряно-червоний прапор, що майорів на позолоченому списі; це був бойовий стяг короля та королівських військ середньовічної Франції. Штандарти останнього імператора Неоінкської держави, а також Андського повстання проти іспанців під проводом Тупака Амару II містили символи божественного Сонця. В Галицько-Волинську добу зображення Сонця містила Подільська земля, наразі подільське сонце міститься на гербі Житомирської області. Сонце також зображувалося на прапорах українського козацтва — Війська Запорізького та його полків, низового козацтва, Слобідських козацьких полків і на хоругвах Чорноморського козацтва. У прапорах, гербах та стягах Молдавського князівства були присутні елементи Сонця. Трансильванське князівство також використовувало символіку Сонця. Прапор Східного Сонця вперше почав використовуватися Японією під час періоду Едо. З 1858 року ірландські націоналісти, які згодом брали участь у війні за незалежність від Британської імперії 1919 року використовували прапор з елементами Сонця. Сонце є також на прапорі Іспанського світу — спільноти держав та народів, у яких значну роль відіграють іспанська мова та іспанська культура. Прапор Грузинської РСР з 1951 до 1990 року містив синє Сонце з променями. Окрім державної емблеми СРСР, Сонце також зображувалось на всіх гербах союзних республік, окрім Грузинської РСР. Також зображення Сонця мали на прапорах колишні держави, як-от Біафра, Федерація Родезії та Ньясаленду й Федерація Вест-Індії.
Деякі етнічні спільноти зображають Сонце на своїх прапорах або гербах, серед яких: Зіа, Навахо, Секеї, Які. Сонячний символ Зіа зображений на прапорі штату Нью-Мексико. У 1995 році в Австралії на офіційному рівні затвердили прапор аборигенів, що також містить Сонце.
Сонце також використовується в символіці деяких міжнародних організацій та союзів, зокрема Альянсу держав Сахеля, Африканського Союзу, Карибської співдружності, Співдружності Незалежних Держав, Тюркської ради. На гербі Папи Франциска, що був прийнятий 2013 року, зображено золоте сяюче Сонце.

### Сонце у нумізматиці
У нумізматиці Сонце зображувалось на монетах різних країн, як-от: 
- В Україні:
  - нейзильберові 2 гривневі монети: Добро — дітям[343], Сергій Всехсвятський[344], 75 років утворення Донецької області[345], 20 років СНД[346];
  - нейзильберові та срібні монети номіналом 2 й 10 гривень: Ігри XXXII Олімпіади[347][348];
  - нейзильберові 5 гривневі монети: 2500 років Євпаторії[349], Холодний Яр[350], 250 років Астрономічній обсерваторії Львівського університету[351], Наш стяг[352];
  - біметалеві із недорогоцінних металів 5 гривневі монети: 75 років Житомирській області[353], 75 років Луганській області[354], 60 років Черкаській області[355], 80 років Хмельницькій області[356], 85 років Вінницькій області[357], 85 років Донецькій області[358];
  - біметалеві із недорогоцінних металів та срібні 5 гривневі монети: Міжнародний рік лісів[359][360];
  - нейзильберові та срібні монети номіналом 5 й 10 гривень: Літак АН-2[361][362], Літак АН-140[363][364], Літак АН-132[365][366], Пльонтанізм[367];
  - нейзильберові та срібні монети номіналом 5 й 20 гривень: Літак АН-225[368][369], Літак АН-124 «Руслан»[370][371];
  - срібні 10 гривневі монети: 80 років Донецькій області[372], Колесо життя[373], Великодня радість. Писанка[374];
  - нейзильберові та срібні монети номіналом 2 й 100 гривень: Міжнародний рік астрономії[375][376];
  - срібна серія монет номіналом 2 гривень: Дитячий Зодіак[377];
  - золота й срібна серія монет номіналом 2 й 5 гривень: Знаки зодіаку[378].

- В США:
  - срібна, олов'яна, п'ютерна монета 1776 Continental Currency(інші мови)[379];
  - мідний фугіо-цент[380];
  - мідна монета Vermont copper(інші мови)[381];
  - золота монета Brasher Doubloon(інші мови)[382];
  - срібна та золота монета 1915 Panama-Pacific(інші мови)[383][384];
  - 50 центова срібна та золота монета Walking Liberty[385][386];
  - 1 доларова бронзова монета Peace dollar[387];
  - 50 центова срібна монета Illinois Centennial(інші мови)[388];
  - 50 центова срібна монета Oregon Trail Memorial(інші мови)[389];
  - 20 доларова золота монета 1933 Double Eagle(інші мови)[390][391];
  - 50 центова срібна монета 1936 Rhode Island Tercentenary(інші мови)[392][393];
  - 50 центова срібна монета York County, Maine, Tercentenary(інші мови)[394];
  - 50 центова срібна монета Daniel Boone Bicentennial(інші мови)[395];
  - 50 центова купронікелева[396] монета Statue of Liberty Half Dollar[397];
  - 1 доларова серія монет American Silver Eagle(інші мови)[398];
  - 100 доларова серія монет American Platinum Eagle(інші мови)[399];
  - 1 доларова срібна монета Бенджаміна Франкліна(інші мови)[400];
  - 20 доларова мідна та золота монета Saint-Gaudens double eagle(інші мови)[401];
  - серія «50 штатів» чверті долара США у штатів Арізони, Невади та Нью-Мексико, Північної Дакоти[402].
- В інших країнах:
  - Аргентинський реал[403].
  - срібна та золота монета Noah Ark(інші мови) Вірменії [404][405].
  - золота монета Moby Dick(інші мови) Еквадору[406] та інші.

### Сонце у мовах світу
У багатьох індоєвропейських мовах слово на позначення Сонця походить від праіндоєвропейського кореня *sā́ō˘el- або sūl-. Наприклад, українське слово Сонце походить від праслов'янського *sъl̥nьсe через давньоруське сълньце. Слово Sol присутнє в латинській мові та в сучасних португальській, іспанській, ісландській, данській, норвезькій, шведській, каталонській та галісійській мовах. В англійській мові слово Sol також іноді вживають для позначення Сонця (переважно в науковому контексті), проте головним значенням є ім'я римського бога. Грецьке ἠέλιος (hēlios) також споріднене з цим коренем, від нього походять назва хімічного елементу гелія, воно ж використовується в наукових термінах, пов'язаних з Сонцем: геліограф, геліоцентризм тощо. Англійське Sun, німецьке Sonne та інші германські аналоги походять від праіндоєвропейського *s(u)wen- за посередництвом прагерманського *sunno.

### Сонце у літературі
Сонце є місцем подій багатьох творів літератури. Наприклад, «Кумдамсей»  — це давній літературний твір мовою маніпурі. У ньому розповідається про зміни пір року, таких як весна, дощ і сонячне світло. В одному з найдавніших літературних творів, «Епосі про Гільгамеша», згадується затемнення. «Аналогія Сонця» — це метафора з шостої книги «Держави», написаної давньогрецьким філософом Платоном у формі діалогу між його братом Глауконом і Сократом, де останній виступає оповідачем. У ній Сократ, замість прямого визначення добра, порівнює його з Сонцем (дав.-гр. ἔκγονός τε τοῦ ἀγαθοῦ, трансліт. дитя добра), яке, подібно до того, як дає світло для зору, так і добро надає пізнаваним речам їхнє буття та сутність. Перший детальний опис сонячного протуберанця міститься в Лаврентійському літописі XIV століття, де описується сонячне затемнення 1 травня 1185 року. Його описували як «полум'яні язики з живого вугілля». Сонце в ранній науковій фантастиці отримувало порівняно мало уваги. До кінця XIX століття, коли Марс став найпопулярнішим небесним тілом у художній літературі, Сонце поступалося лише Місяцю. Водночас значна частина творів, присвячених Сонцю, зображувала його як заселене. У творі «Правдива історія» (II ст. н.е.) Лукіана із Самосати — який, за словами дослідника Ґері Вестфала, є першим зображенням космічної подорожі в художній літературі — жителі Сонця воюють із жителями Місяця. Пізніші історії про населене Сонце включають «Itinerarium exstaticum» (1656) Атанасія Кірхера та «Комічна історія держав та імперій Сонця» (1662, посмертно) Сірано де Бержерака тощо.
Сонце стало джерелом руйнування або загрози в багатьох історіях, найчастіше — через згасання або вибух. Тема затемнення або згасання Сонця є повторюваною у фантастиці. У перших історіях, натхненних уявленням про те, що тепло та світло Сонця створюються завдяки горінню, припускали, що паливо колись скінчиться. Фізик Вільям Томпсон у 1862 році оцінював, що Сонце згасне через кілька мільйонів років, і ця ідея з’явилася у творах Каміля Фламмаріона «Омега: Останні дні світу» (1894),  Герберта Веллса «Машина часу» (1895), Вільяма Гоупа Годжсона «Дім на межі світу» (1908), Джека Венса «Вмираюча Земля» (1950), Фріца Лайбера «Цеберка повітря» (1951), Артура Кларка «Фонтани раю»  (1979) тощо.
Кілька історій зображують Сонце, яке вибухає або «стає новою зіркою». Було рано визнано, що руйнівна сила такого явища практично не залишає шансів на виживання людства. Тому хоча в оповіданні Саймона Ньюкома «Кінець світу» (1903) описуються кілька тих, хто вижив одразу після вибуху, твір Г’ю Кінґсміла з такою ж назвою (1924) зосереджується вже на очікуванні неминучої загибелі Землі. Роман Дж. Т. Макінтоша «Один з трьох сотень» (1954) описує розподіл обмежених місць на евакуаційних кораблях. А у романі Нормена Спінреда «Соляріани» (1966) вибух Сонця спричинено навмисно в ході міжзоряної війни. Оповідання Конні Вілліс «Дейзі під Сонцем» (1979) — це притча про дорослішання, в якій перша менструація дівчинки накладається на кінець світу.
Використання енергії Сонця для виробництва електрики зображено у науковій фантастиці Г’юґо Ґернсбека «Ральф 124C 41+» (1911), і згодом у багатьох інших творах. У оповіданні Роберта Гайнлайна «Нехай буде світло» (1940) описано економічно вигідні сонячні панелі, а в оповіданні Айзека Азімова «Логіка» (1941), пізніше включеному до роману «Я, робот» (1950), — виробництво сонячної енергії у космосі для споживання на Землі. Після відкриття німецьким астрономом Людвігом Бірманом у 1951 році сонячного вітру у літературі почали з’являтися історії про космічні апарати з сонячними вітрилами. Ідея стала популярною у науковій фантастиці 1960-х років, зокрема в оповіданнях Джека Ванса «Ворота до дивного світу» (1962) і Кордвейнера Сміта «Думай про синє, рахуй до двох» (1963).
В українській літературі Михайла Коцюбинського називають сонцепоклонником, за те що письменник любив Сонце та соняхи. Сонячна машина — перший науково-фантастичний утопічний роман Володимира Винниченка.

### Сонце у музиці
У музиці Сонце фігурує в багатьох музичних творах, як-от:
- традиційна «The House of the Rising Sun»,
- християнський гімн «Morning Has Broken(інші мови)» (1931) Елеанори Фарджон(інші мови),
- «You Are My Sunshine(інші мови)» (1939) гурту Pine Ridge Boys,
- «Seasons in the Sun(інші мови)» (1961) Жака Бреля,
- «The Warmth of the Sun(інші мови)» (1964) гурту The Beach Boys,
- «Sunshine Superman» (1966) Донована,
- «Sunny(інші мови)» (1966) Боббі Гебба(інші мови),
- «Sunshine of Your Love(інші мови)» (1967) гурту Cream,
- «Waiting for the Sun» (1968) гурту The Doors,
- «Good Day Sunshine(інші мови) (1966) та «Here Comes the Sun» (1969) гурту The Beatles,
- «Let the Sunshine In(інші мови)» (1969) гурту The 5th Dimension(інші мови),
- «Who Loves the Sun» (1970) гурту The Velvet Underground,
- «Ain't No Sunshine» (1971) Білла Візерса,
- «I Can See Clearly Now(інші мови)» (1972) Джонні Неша(інші мови),
- «You Are the Sunshine of My Life(інші мови)» (1973) Стіві Вандера,
- «Tequila Sunrise(інші мови)» (1973) гурту Eagles,
- «Sunrise on My Shoulders» (1974) Джона Денвера,
- «Don't Let the Sun Go Down on Me(інші мови)» (1974) Елтона Джона,
- «Mr. Blue Sky» (1977) гурту Electric Light Orchestra,
- «Sun Is Shining(інші мови)» (1978) гурту Bob Marley & The Wailers,
- «Invisible Sun(інші мови)» (1981) гурту The Police,
- «Blister in the Sun(інші мови)» (1983) гурту Violent Femmes,
- «Walking on Sunshine(інші мови)» (1985) гурту Katrina and the Waves,
- «Звезда по имени Солнце» (1989) гурту «Кино»,
- «Father Sun» (1993) Вайнонни Джадд,
- «Why Does the Sun Shine? (The Sun Is a Mass of Incandescent Gas)(інші мови)» (1993) гурту They Might Be Giants,
- «Black Hole Sun(інші мови)» (1994) гурту Soundgarden,
- «Walkin’ on the Sun(інші мови)» (1997) гурту Smash Mouth(інші мови),
- «Island in the Sun(інші мови)» (2001) гурту Weezer,
- «Soak Up the Sun(інші мови)» (2002) Шерил Кроу,
- «Away from the Sun» (2002) гурту 3 Doors Down,
- «She's Only Happy in the Sun» (2003) Бена Гарпера(інші мови),
- «Sunrise(інші мови)» (2004) Нори Джонс,
- «Music of the Sun» (2005) Ріанни,
- «No Way Back/Cold Day in the Sun(інші мови)» (2006) гурту Foo Fighters,
- «Pocketful of Sunshine(інші мови)» (2008) Наташи Бедінгфілд,
- «Sunshine Song» (2009) Джейсона Мреза,
- «The Sound of Sunshine» (2010) гурту Michael Franti & Spearhead(інші мови),
- «The Sun Will Rise» (2011) Келлі Кларксон,
- «Brighter Than the Sun(інші мови)» (2011) Колбі Калей,
- «Truce» (2013)  гурту Twenty One Pilots,
- «Lovers on the Sun(інші мови)» (2014) Девіда Гетти та Сема Мартіна(інші мови),
- «Trip Around the Sun» (2016) Кенні Чесні(інші мови),
- «Saturday Sun» (2018) Венса Джоя[195][438].

### Сонце у кінематографі
Сонце є важливим елементом у фільмах наукової фантастики. До прикладу воно фігурує у фільмах: Passage de Vénus (1874), The Impossible Voyage (1904), The Eclipse, or the Courtship of the Sun and Moon (1907), The Day the Earth Caught Fire (1961), Journey to the Far Side of the Sun (1969), Solar Crisis (1990), Sunshine (2007), The Wandering Earth (2019) та The Wandering Earth 2 (2023).

### Сонце у малярстві

Сонце та сонячне світло
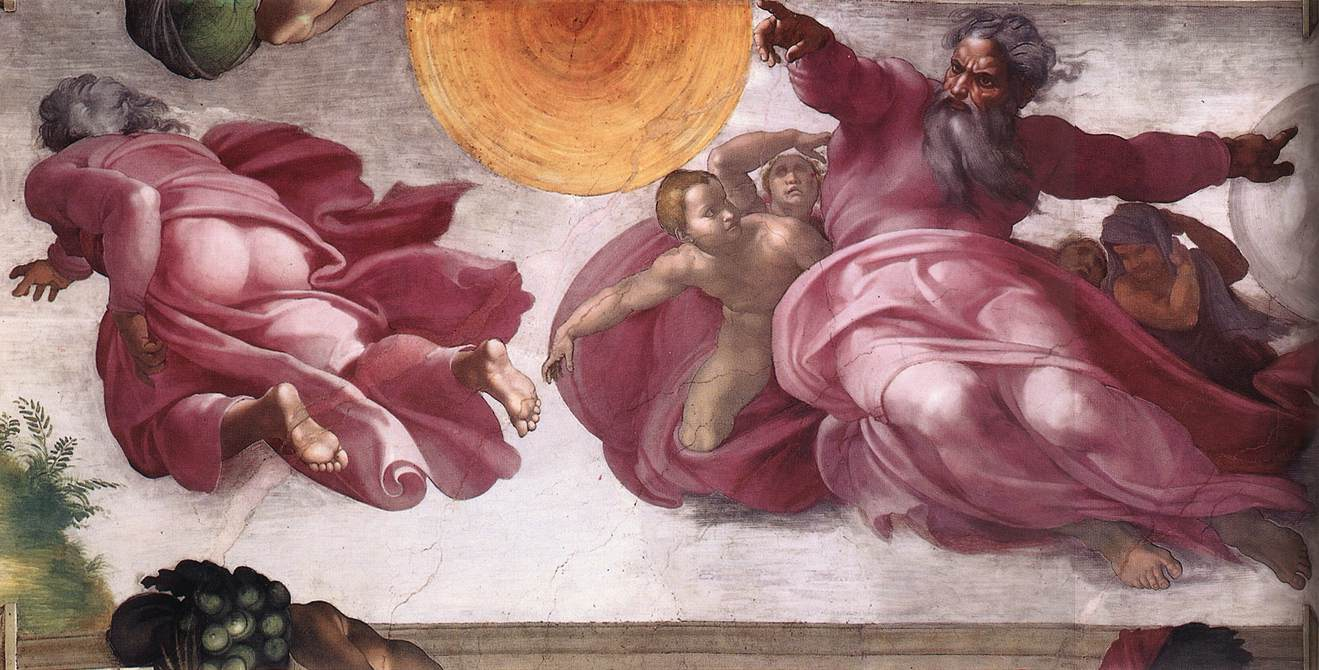
«Створення світил небесних», Мікеланджело Буонарроті, 1511.
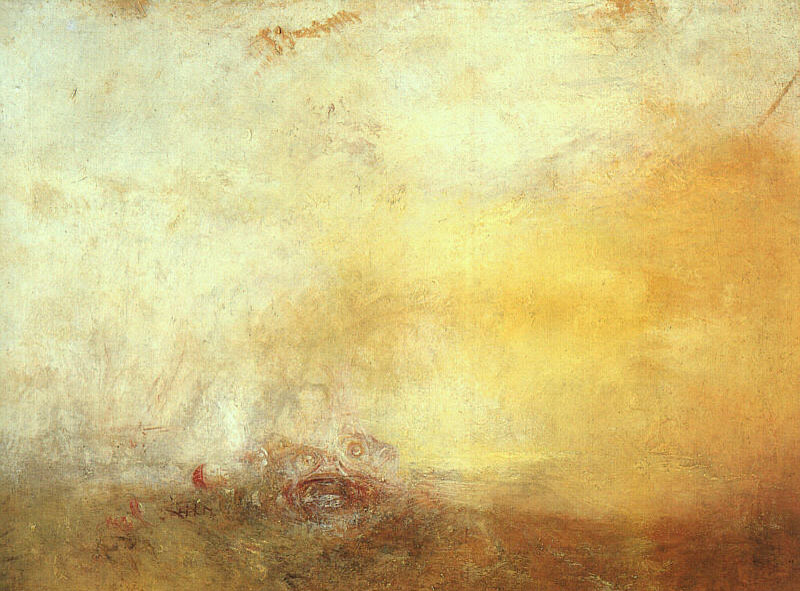
«Схід сонця з морськими чудовиськами», Вільям Тернер, 1845.
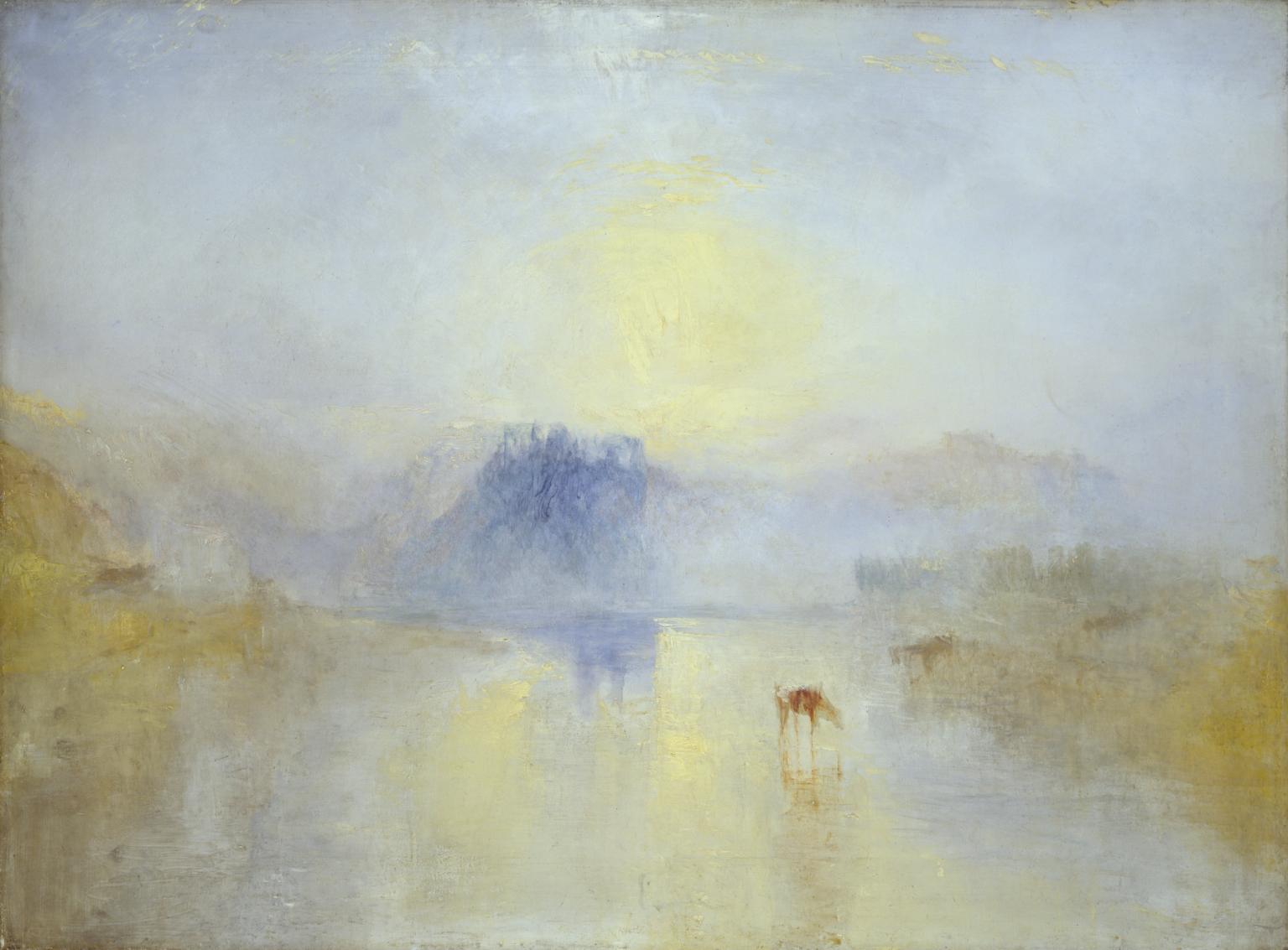
«Замок Норем на світанку», Вільям Тернер, 1845.
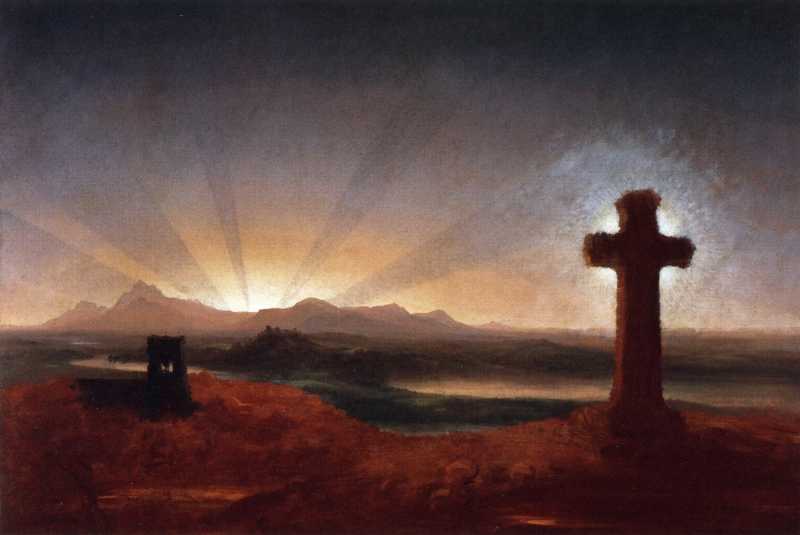
«Хрест на заході сонця», Томас Коул, 1848.
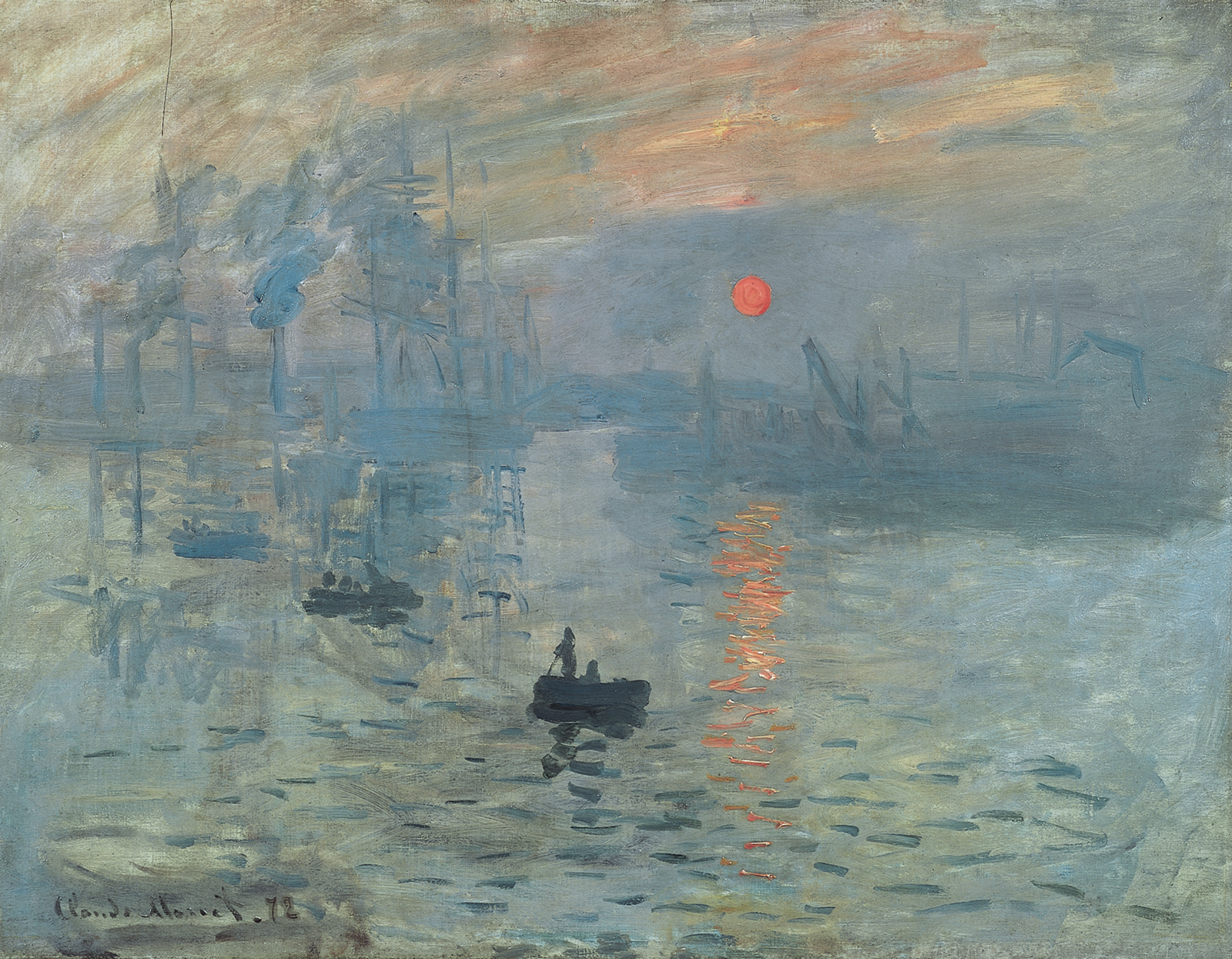
«Враження. Схід сонця», Клод Моне, 1872.
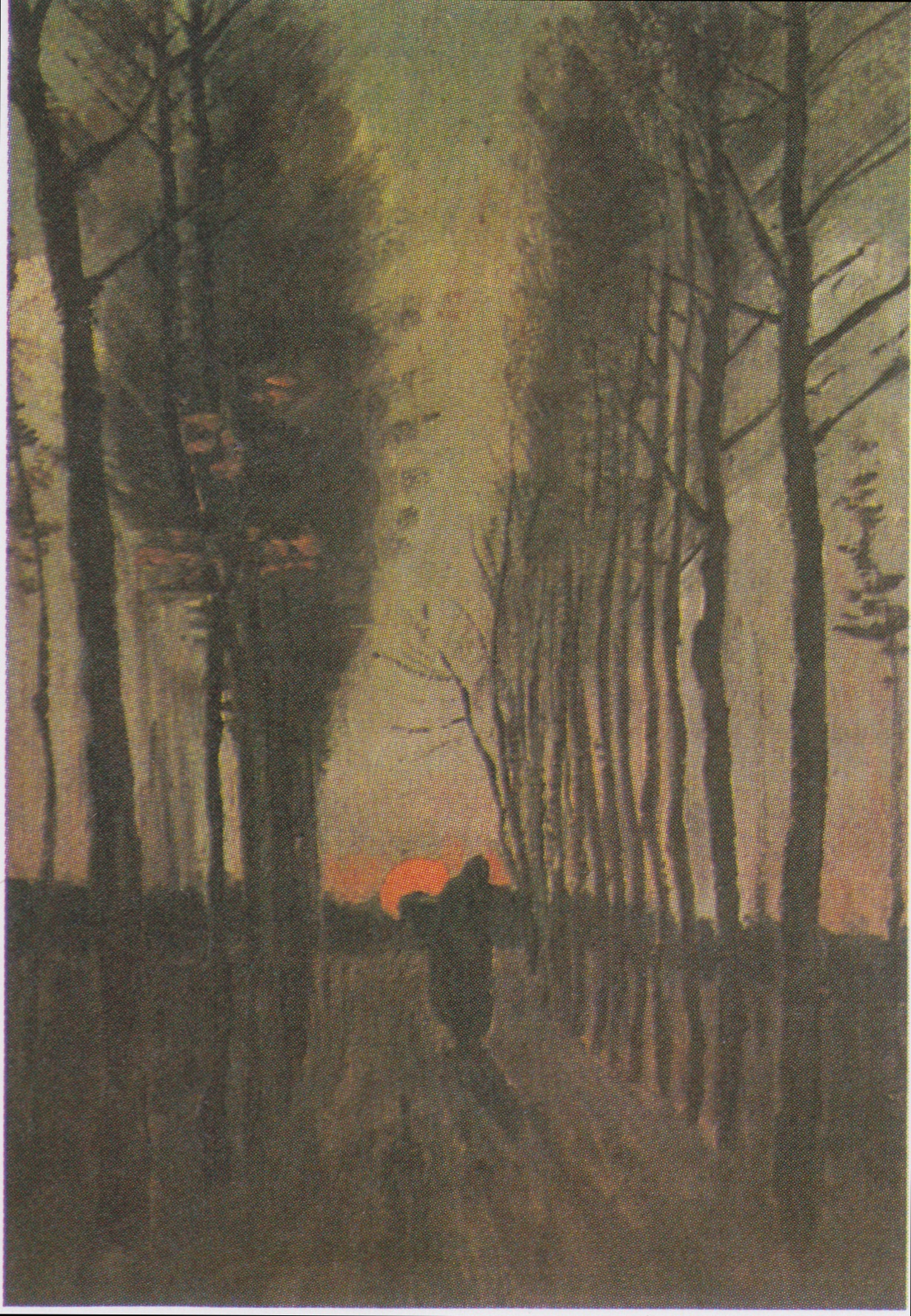
«Алея тополь на заході сонця», Ван Гог, 1884.
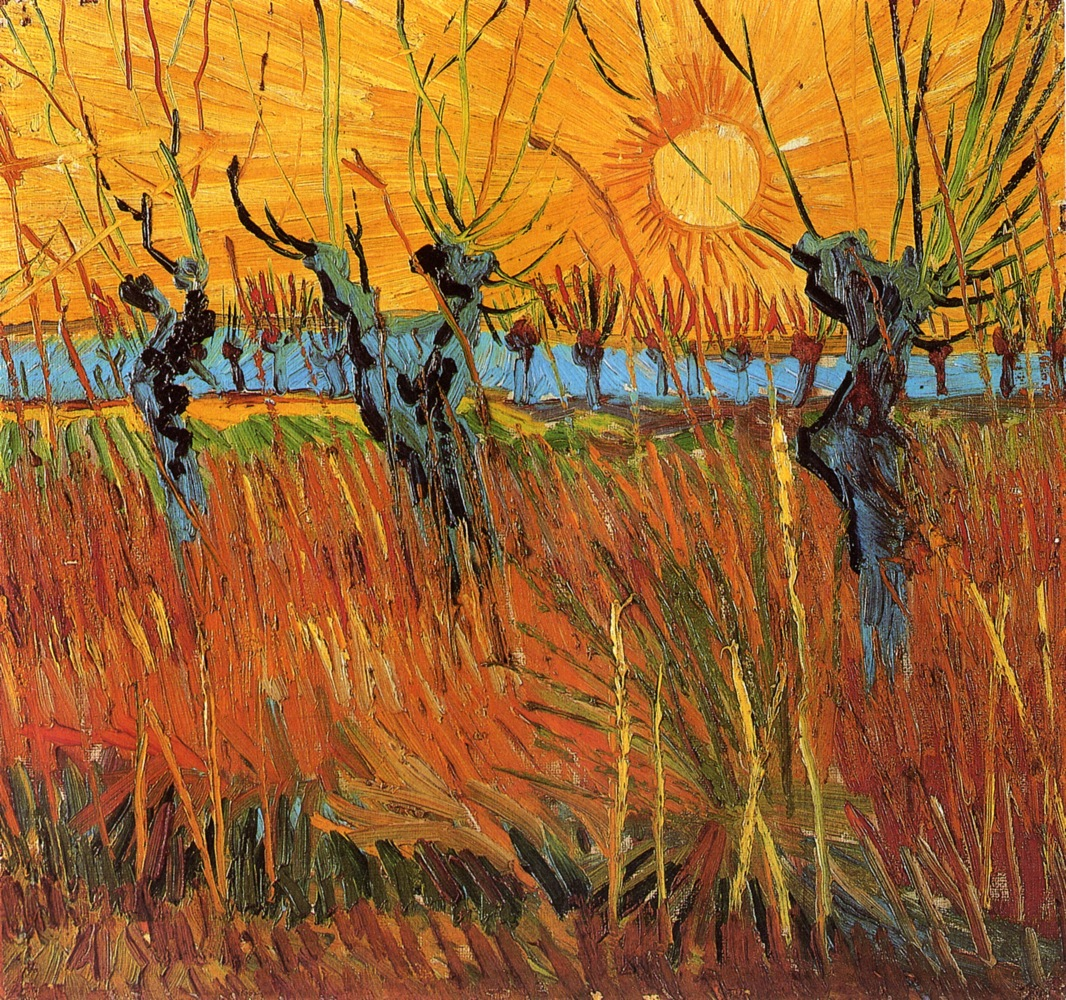
«Верби на заході сонця», Ван Гог, 1888.
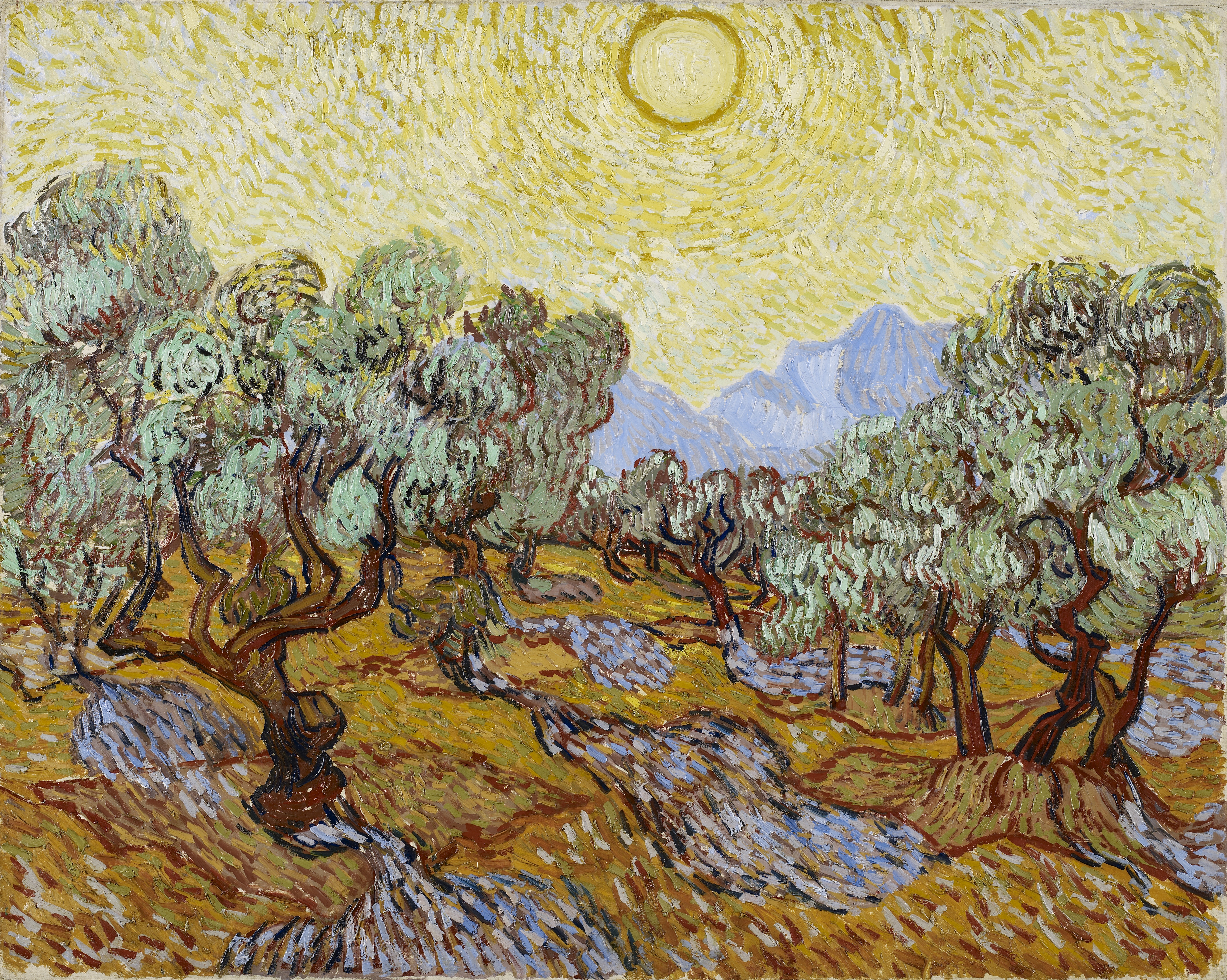
«Оливкові дерева з жовтим небом та сонцем», Ван Гог, 1889.
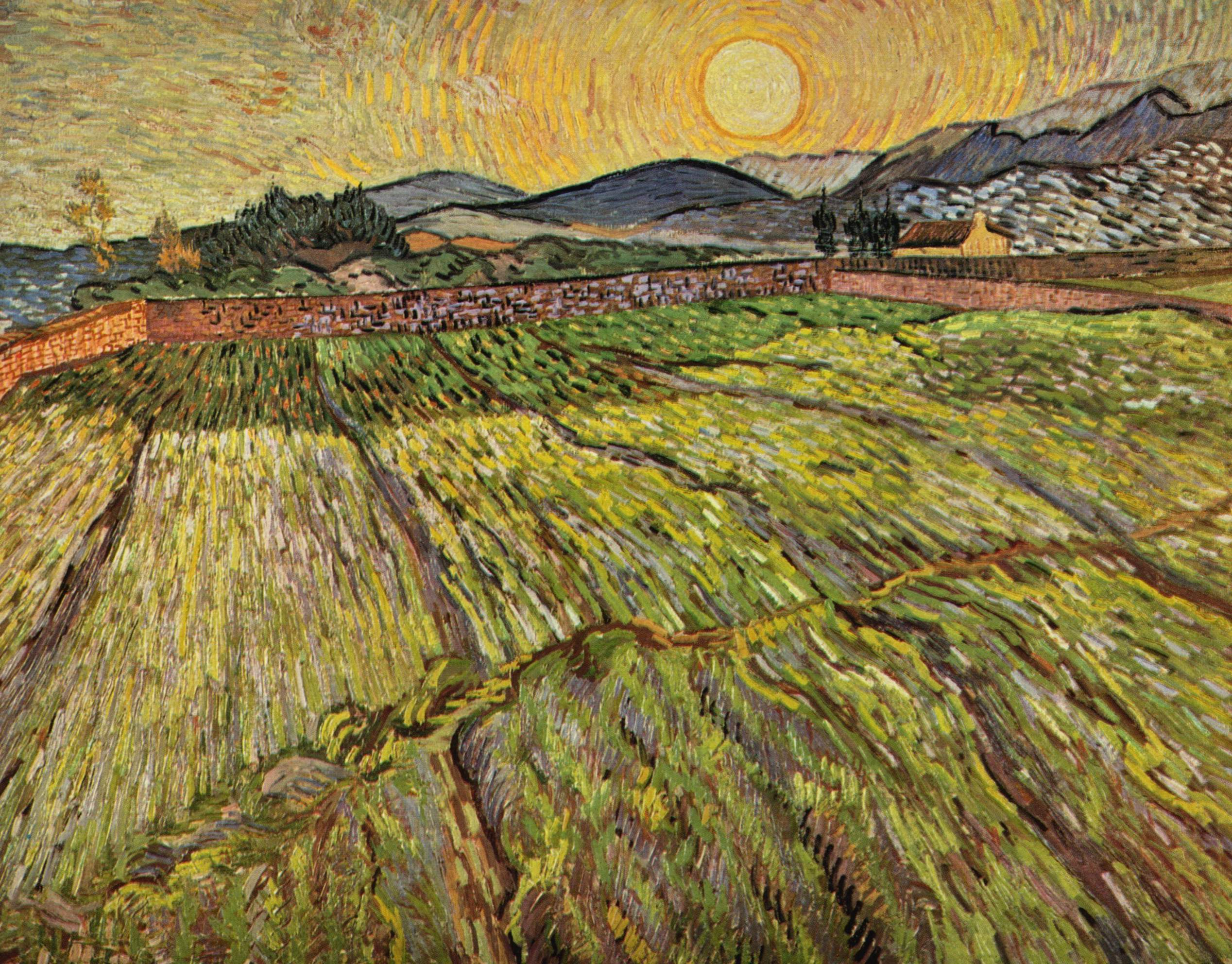
«Обгорожене поле з сонцем, що сходить», Ван Гог, 1889.
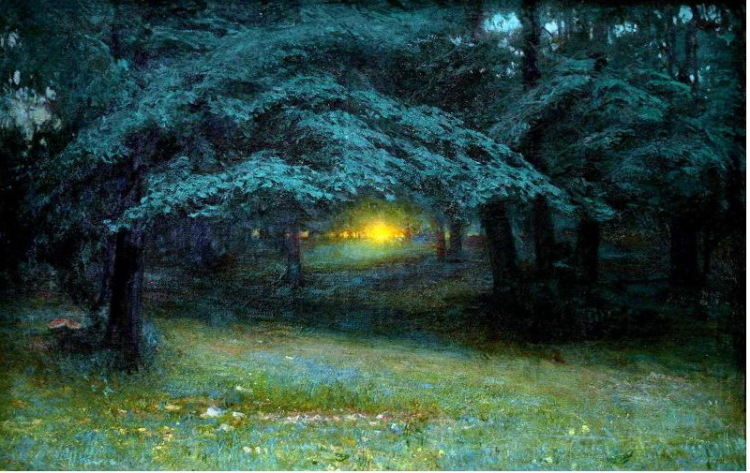
Іван Труш.
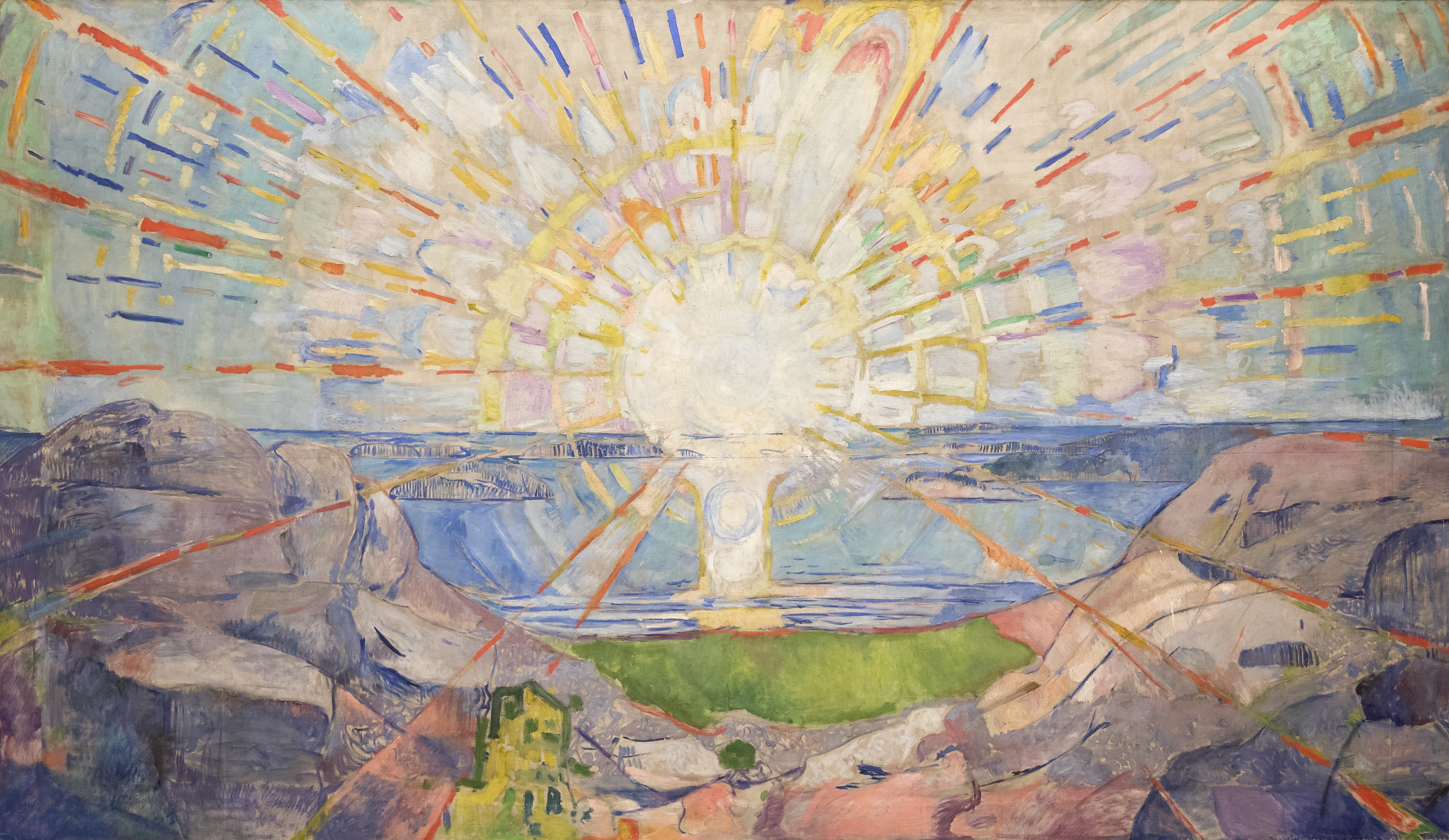
«Сонце», Едвард Мунк, 1911.
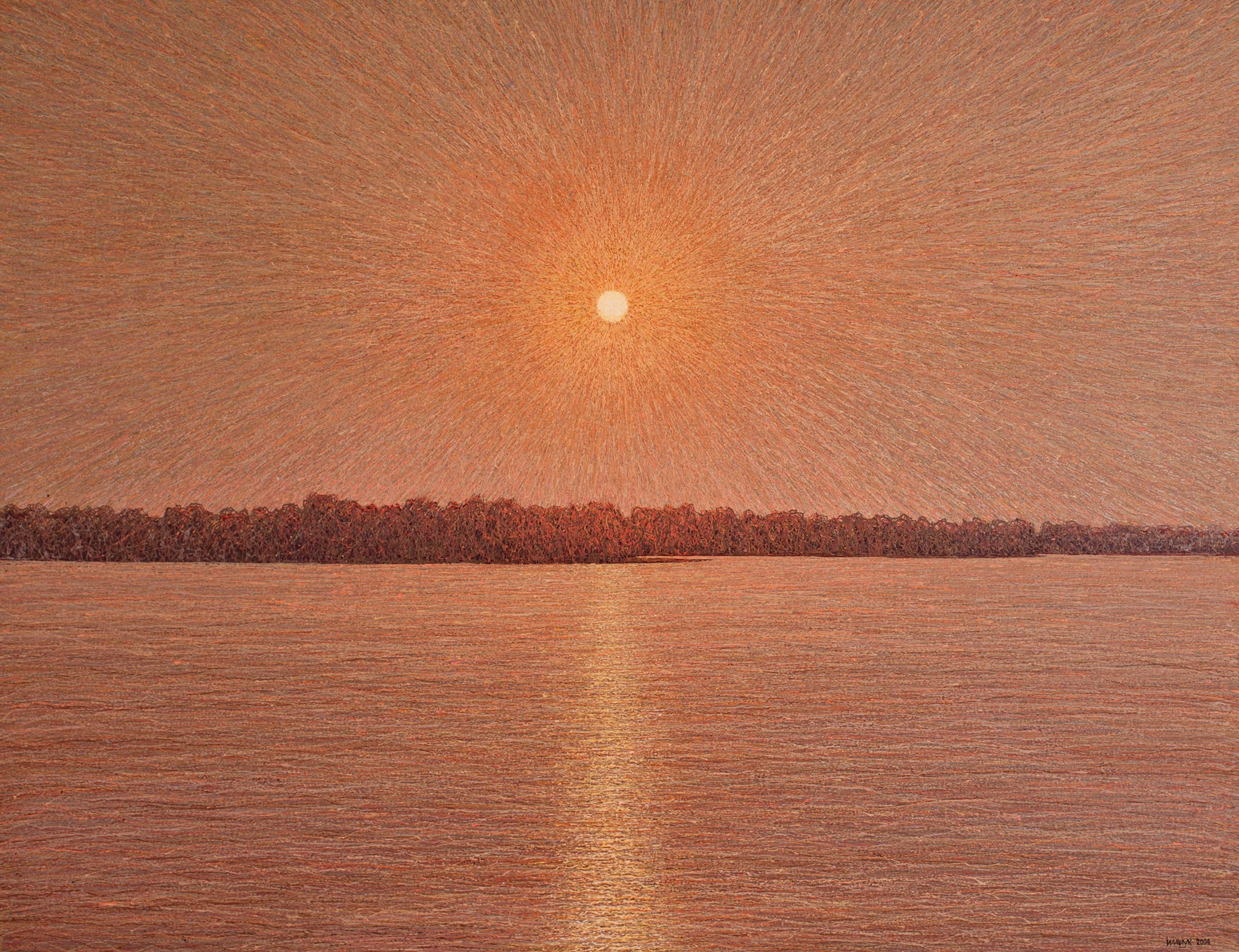
«Зійшло сонце над Дніпром», Іван Марчук, 2003.

### Україномовні
- Гуртовенко Е. А. Спокійне Сонце. — Київ : Наукова думка, 1965.
- Герасимович Б. П. Фізика Сонця. — ОНТВУ. Фізико-технічне видавництво, 1933.
- Пришляк М. П. Астрономія 11 клас. Підручник. — Харків : "Ранок", 2011. — С. 96-100. — ISBN 978-617-540-424-9.
- Астрономічний енциклопедичний словник / за заг. ред. І. А. Климишина та А. О. Корсунь. — Львів : Голов. астроном. обсерваторія НАН України : Львів. нац. ун-т ім. Івана Франка, 2003. — 548 с. : іл. — ISBN 966-613-263-X.
- Головко, М.В. (2019). Фізика і астрономія. Київ: Педагогічна думка. с. 288. ISBN 978-966-644-500-4.
- 15.1: Будова і склад Сонця. LibreTexts - Ukrayinska (англ.). 27 жовтня 2022. Процитовано 22 травня 2025.

### Англомовні
- Golub, Leon; Pasachoff, Jay M. (2017). The sun. Kosmos. London: Reaktion books The science museum. ISBN 978-1-78023-757-2.
- Kenneth R. Lang. The Sun from Space. — 2nd ed. — Berlin : Springer, 2009. — 581 p. — ISBN 978-3-540-76952-1.
- Cohen, Richard (2010). Chasing the Sun: The Epic Story of the Star That Gives Us Life. Simon & Schuster. ISBN 978-1-4000-6875-3.
- Hudson, Hugh (2008). Solar Activity. Scholarpedia. 3 (3): 3967. Bibcode:2008SchpJ...3.3967H. doi:10.4249/scholarpedia.3967.
- Thompson, M.J. (August 2004). Solar interior: Helioseismology and the Sun's interior. Astronomy & Geophysics. 45 (4): 21—25. Bibcode:2004A&G....45d..21T. doi:10.1046/j.1468-4004.2003.45421.x.

### Україномовні
- Чи знаєте ви? 12 цікавих фактів про Сонце — The Universe. Space. Tech
- Фахівцям NASA вперше вдалося отримати тривимірний знімок Сонця [Архівовано 14 грудня 2011 у Wayback Machine.] // Український тиждень
- Сонце зараз. Фотографії із обсерваторії сонячної динаміки NASA. sdo.gsfc.nasa.gov. Архів оригіналу за 10 серпня 2011. Процитовано 22 вересня 2014.
- Сюжет про Сонце [Архівовано 12 травня 2015 у Wayback Machine.] — французький науково-популярний серіал «Всі на орбіту!» (фр. Tous sur orbite !).

### Англомовні
- Sun|Trek, an educational website about the Sun
- An animated explanation of the structure of the Sun
- Animation — The Future of the Sun
- A collection of spectacular images of the Sun from various institutions (The Boston Globe)